# 福岡県
福岡県（ふくおかけん）は、日本の九州地方に位置する県。県庁所在地は福岡市。
九州地方北部に位置し、九州地方の県では最も人口が多い。県庁所在地の福岡市は、九州地方最多の人口を擁する市であり、西日本 においても大阪市に次ぐ人口を擁する。福岡市と北九州市の2つの政令指定都市を抱え、いわゆる三大都市圏以外では人口密度が1,000人/km2を超える唯一の県である。全国では人口は兵庫県に次ぐ8位、面積は千葉県に次ぐ29位。

## 地理・地域
北部は日本海（響灘・玄界灘）、東部は瀬戸内海（周防灘）、筑後地方は有明海に面している。県の中心部を筑紫山地が連なっており、筑後川・矢部川・遠賀川流域、宗像地域、京築地域では平野が広がっており水田地帯が多い。
福岡市、北九州市と2つの政令指定都市を抱えており、北九州・福岡大都市圏の人口は三大都市圏（首都圏・近畿圏・中京圏）に次ぐ規模である。県内に複数の政令指定都市を有するのは全国で神奈川県、大阪府、静岡県と福岡県のみである。
玄界灘の壱岐や対馬をはさんで大韓民国（韓国）があり、同国南部の主要都市である釜山までは福岡市から直線距離で200km程度である。また、中国の上海市までは同様に850km程度といずれも東京より近い。このように、近隣諸国の主要都市がおおむね1,000km圏内に存在するため、博多港、福岡空港、北九州港、北九州空港などから韓国や中国、台湾などのほか東南アジアの主要都市への航路が多く設定され、これらの地域からの観光客が増加傾向にある。古来から朝鮮半島のある大陸との玄関口となっている福岡市は世界においても影響力を持つ都市として「世界の都市総合力ランキング」などでも評価されている。
福岡県の東西南北それぞれの端と、都道府県界の未確定部分に仮の境界線を入れて求めた重心は以下の位置である。北端は沖ノ島の割鼻、南端は三池港のKMアルミニウムの工場、東端は国道10号と国道212号の交差点の南東付近、西端は烏帽子島。また統計局の平成22年国勢調査によると、人口重心は飯塚市の内住にある。
| 重心 北緯33度31分33秒 東経130度39分57秒 / 北緯33.52583度 東経130.66583度  | 北端 北緯34度15分00秒 東経130度06分43秒 / 北緯34.25000度 東経130.11194度 ↑           | 人口重心 北緯33度35分51.5秒 東経130度34分32.4秒 / 北緯33.597639度 東経130.575667度 |
| 西端 北緯33度41分23秒 東経129度58分54秒 / 北緯33.68972度 東経129.98167度← | 福岡県庁舎所在地 北緯33度36分23秒 東経130度25分05秒 / 北緯33.60639度 東経130.41806度 | 東端 →北緯33度33分29秒 東経131度11分25秒 / 北緯33.55806度 東経131.19028度          |
|                                                                           | ↓ 南端 北緯33度00分02秒 東経130度23分48秒 / 北緯33.00056度 東経130.39667度           |                                                                                    |

※離島部を除く最北端は北緯33度57分（北九州市門司区太刀浦海岸）

### 隣接都道府県
陸地で隣接
- 佐賀県
- 熊本県
- 大分県

海域を挟んで隣接
- 山口県
北九州市と下関市が鉄道・道路・航路で結ばれる
- 長崎県
福岡市と壱岐市及び対馬市、大牟田市と島原市が航路で結ばれる

### 地形
- 山地：筑紫山地、脊振山地、耳納山地、三郡山地、筑肥山地
- 山：
  - 脊振山、雷山、九千部山、立花山、宝満山、四王寺山、天拝山、古処山
  - 皿倉山、足立山、大坂山、犬ヶ岳、貫山
  - 釈迦岳（県内最高峰）、御前岳、カラ迫岳（高嶺山）、高良山、三池山、甘木山
  - 英彦山、岳滅鬼山、求菩提山、福智山、香春岳
- 火山：黒瀬
- 峠：八木山峠、冷水峠、嘉麻峠、犬鳴峠、ショウケ越、八丁峠、野峠、鉾立峠、柳峠、猫峠
- 平野：福岡平野、筑紫平野、直方平野
- 河川
  - 一級河川：筑後川、矢部川、遠賀川、山国川
  - 二級河川：今川、祓川、那珂川、御笠川、紫川、室見川、多々良川、諏訪川
- 海：玄界灘、響灘、有明海、周防灘
- 湾：有明海、博多湾、洞海湾
- 干潟：曽根干潟、和白干潟
- 有人島：能古島、玄界島、小呂島、姫島、相島、地島、大島、馬島、藍島
  - 陸繋島（砂州）：志賀島
- 火山島：黒瀬
- 半島：企救半島、若松半島、糸島半島

### 自然公園
国立公園
瀬戸内海国立公園
国定公園
玄海国定公園、耶馬日田英彦山国定公園、北九州国定公園
県立自然公園
太宰府県立自然公園、筑豊県立自然公園、筑後川県立自然公園、矢部川県立自然公園、脊振雷山県立自然公園
九州自然歩道

### 気候
日本海に面しているが一部を除いて、全般には太平洋気候区に属し、温暖である。
福岡地方、北九州地方の対馬海峡沿岸部・関門海峡沿岸部（福岡市・北九州市・宗像市・糸島市など）
この地域は冬季の日照時間が短く、その点では日本海側気候に近いが、各季の降水量分布は明確に太平洋側気候であり、日本海側気候とは特に冬季の雨日数と降雪量の点で決定的に異なっている。
冬日になることは少なく気温自体は低くないが、北西の季節風が吹きつけ日照時間が少ないので体感的には本州同様に寒く感じられる。強風・風雪・波浪注意報が発表されることも多く、強い冬型の時には暴風雪・波浪警報が発表される場合もある。北西季節風の風上が対馬海峡であり吹走距離が短く、雪雲が発達しにくいため平野部で積雪することは少ないが、脊振山地周辺などでは雪が積もりやすく、60cm - 100cm程度積雪することもある。
梅雨明け後は最高気温が30°C以上の真夏日となることが多く、毎年数日はフェーン現象の影響で35°C以上の猛暑日になる。福岡市の平年値（1981年 - 2010年までの30年平均）は、夏日132.4日、真夏日57.1日、猛暑日5.5日、熱帯夜33.2日、冬日4.3日、真冬日0.0日。福岡市ではほとんど冬日にはならず、熱帯夜が非常に多いなどヒートアイランドの影響が大きくなっている。
北九州地方の瀬戸内海（周防灘）沿岸部（行橋市・豊前市など）
この地域は瀬戸内海式気候に属するが、中国地方の瀬戸内海沿岸に比べると年中少雨などの瀬戸内海式気候の特徴は薄く、年降水量は福岡地方、北九州地方と同程度である。冬は山地を超える過程で雲が発達するため比較的積雪しやすい。また関門海峡周辺では霧が発生しやすい。
筑豊地方と、筑後地方の内陸部（久留米市・飯塚市・直方市・田川市・嘉麻市・朝倉市・八女市など）
内陸のため、寒暖の変動がやや大きい。しかし降水量は1800 - 2400mm前後（最も多いのは英彦山・釈迦岳周辺）と多雨で梅雨に一年の3分の1以上が集中し、梅雨前線が活発化する梅雨末期には豪雨に見舞われることもある（平成24年7月九州北部豪雨では矢部川流域を中心に大きな被害を受けた）。夏は気温が上がり易く、猛暑日も福岡地方、北九州地方より多い。冬は冬日が比較的多く、山地を超える過程で雲が発達するため県内の平地ではこの地域が最も積雪しやすい。標高1,000m級の山が連なる筑紫山地の英彦山周辺では60 - 100cm程度積雪することもある。
筑後地方の有明海沿岸部（大牟田市・柳川市・大川市など）
有明海は内海であるが、降水量分布は夏期集中型で太平洋側気候を示す。年間を通して比較的温暖であるが、冬期は冬日が多くなる。年間降水量は福岡地方や北九州地方よりやや多いが梅雨に一年の3分の1以上が集中しており、冬期の降水量は県内の他の地域に比べて少なく、降雪することはあっても積雪することはほとんどない。
| 平年値 （月単位） | 平年値 （月単位） | 対馬海峡沿岸部 | 対馬海峡沿岸部 | 対馬海峡沿岸部 | 対馬海峡沿岸部 | 対馬海峡沿岸部 | 瀬戸内海沿岸部 | 内陸部        | 内陸部        | 内陸部        | 内陸部        | 内陸部        | 有明海沿岸部  |
| 平年値 （月単位） | 平年値 （月単位） | 福岡           | 太宰府         | 糸島市 前原    | 宗像           | 北九州市 八幡  | 行橋           | 飯塚          | 添田          | 朝倉          | 八女市 黒木   | 久留米        | 大牟田        |
| ----------------- | ----------------- | -------------- | -------------- | -------------- | -------------- | -------------- | -------------- | ------------- | ------------- | ------------- | ------------- | ------------- | ------------- |
| 平均 気温 (°C)    | 最暖月            | 28.1 （8月）   | 27.2 （8月）   | 27.1 （8月）   | 26.7 （8月）   | 27.4 （8月）   | 26.9 （8月）   | 27.1 （8月）  | 26.3 （8月）  | 27.1 （8月）  | 26.4 （8月）  | 27.7 （8月）  | 27.5 （8月）  |
| 平均 気温 (°C)    | 最寒月            | 6.6 （1月）    | 5.2 （1月）    | 5.9 （1月）    | 5.5 （1月）    | 5.8 （1月）    | 4.9 （1月）    | 5.0 （1月）   | 4.5 （1月）   | 4.5 （1月）   | 3.9 （1月）   | 5.2 （1月）   | 5.4 （1月）   |
| 降水量 (mm)       | 最多月            | 277.9 （7月）  | 333.7 （7月）  | 285.2 （7月）  | 277.1 （7月）  | 299.9 （7月）  | 322.4 （7月）  | 331.3 （7月） | 334.3 （7月） | 354.1 （7月） | 397.5 （6月） | 340.4 （6月） | 374.4 （6月） |
| 降水量 (mm)       | 最少月            | 59.8 （12月）  | 56.6 （12月）  | 67.6 （12月）  | 67.0 （12月）  | 68.0 （12月）  | 54.5 （12月）  | 60.3 （12月） | 64.0 （12月） | 54.4 （12月） | 53.4 （12月） | 48.1 （12月） | 47.7 （12月） |

- 2004年1月下旬：大雪
- 2004年8月31日：台風16号
- 2004年9月8日：台風18号
- 2006年9月17日：台風13号
- 2009年7月24日〜26日：平成21年7月中国・九州北部豪雨
- 2009年8月4日：観測開始以降、史上最も遅い梅雨明け
- 2012年7月14日：平成24年7月九州北部豪雨
- 2016年1月24日〜26日：寒波
- 2017年7月5日：平成29年7月九州北部豪雨
- 2018年7月6日：平成30年7月豪雨
- 2018年7月20日：福岡市の気温が観測史上最高の38.3℃を記録
- 2018年8月13日：久留米市の気温が県内観測史上最高の39.5℃を記録
- 2018年12月4日：福岡市博多区で12月の観測史上最高の26.4℃（夏日）を記録
- 2019年6月26日：統計開始以来最も遅い梅雨入り。1951年の統計開始以来最も遅い記録を更新した[11]。
- 2020年2月17日：観測史上最も遅い初雪[12]。1909年2月6日の記録を111年ぶりに更新する[13]。
- 2020年7月6日：令和2年7月豪雨
- 2020年9月2日〜3日：台風9号
- 2020年9月6日〜7日：台風10号
- 2021年1月7日〜12日：寒波及び大雪。1月8日には大雪警報発表。
- 2021年3月12日：福岡市で観測開始以降最も早くサクラが開花[14]
- 2021年8月11日〜17日：令和3年8月の大雨
- 2022年9月18日〜19日：台風14号
- 2023年3月22日：福岡市（25.2℃）、久留米市（25.6℃）、大牟田市（25.0℃）、八女市（25.3℃）の県内4地点で観測史上最も早い夏日となる[15]。
- 2023年7月7日〜10日：令和5年7月の大雨。久留米市田主丸町で土石流が発生し人的被害を受ける。
- 2024年8月5日：久留米市で最高気温39.5℃を観測し、同じ久留米市で2018年8月13日に観測された福岡県内の観測史上最高気温に並ぶ[16]。
- 2024年8月27日：太宰府市で40日連続の猛暑日[17]。国内の最長記録を更新。
- 2024年9月20日：太宰府市で気温が35℃に到達し本年62日目の猛暑日となる[18]。国内最多記録を更新。
- 2025年3月25日：福岡で気温27.4℃を記録し、1890年（明治23年）の観測開始から、3月の気温として観測史上1番の暑さとなる[19]。
- 2025年6月27日：統計開始以降最も早い九州北部の梅雨明け[20]。

### 地域区分と市町村

4地域区分

福岡県による 地域区分 では、以下の4つの地域に大きく分けられ、さらに15の圏域に区分されている。ただし、これは地域区分であり、都市圏による区分とは異なる。
また、県内には29市・11郡・29町・2村がある。市町村数60は全都道府県中北海道・長野県・埼玉県に次いで第4位（2010年（平成22年）2月1日現在）であり、同第29位の面積に比して多いといえる。
ただし、平成の大合併によって、2003年（平成15年）3月31日の時点では97あった市町村数が38％減少しており、特に筑後地域では、2005年（平成17年）2月4日までの26市町村から12市町までに減少している。
なお、「町」の読みは、遠賀町のみ「ちょう」、他はすべて「まち」。「村」の読みはすべて「むら」。

| 福岡地域 - 福岡市圏域：1市（政令指定都市）7区 - 福岡市（県庁所在地） 東区・博多区・中央区・南区・西区・城南区・早良区 - 筑紫圏域：5市 - 筑紫野市 - 春日市 - 大野城市 - 太宰府市 - 那珂川市 - 糟屋中南部圏域：1郡6町 - 糟屋郡 宇美町・篠栗町・志免町・須恵町・久山町・粕屋町 - 宗像・糟屋北部圏域：3市1郡1町 - 宗像市 - 古賀市 - 福津市 - 糟屋郡新宮町 - 糸島圏域：1市 - 糸島市 - 朝倉圏域：1市1郡1町1村 - 朝倉市 - 朝倉郡 筑前町・東峰村 北九州地域 - 北九州市圏域：1市（政令指定都市）7区 - 北九州市 門司区・若松区・戸畑区・小倉北区・小倉南区・八幡東区・八幡西区 - 遠賀・中間圏域：1市1郡4町 - 中間市 - 遠賀郡 芦屋町・水巻町・岡垣町・遠賀町 - 京築圏域：2市2郡5町 - 行橋市 - 豊前市 - 京都郡 苅田町・みやこ町 - 築上郡 吉富町・上毛町・築上町 | 筑後地域 - 八女・筑後圏域：2市1郡1町 - 八女市 - 筑後市 - 八女郡広川町 - 久留米圏域：4市2郡2町 - 久留米市（中核市） - 大川市 - 小郡市 - うきは市 - 三井郡大刀洗町 - 三潴郡大木町 - 有明圏域：3市 - 大牟田市 - 柳川市 - みやま市 筑豊地域 - 直方・鞍手圏域：2市1郡2町 - 直方市 - 宮若市 - 鞍手郡 小竹町・鞍手町 - 飯塚・嘉穂圏域：2市1郡1町 - 飯塚市 - 嘉麻市 - 嘉穂郡桂川町 - 田川圏域：1市1郡6町1村 - 田川市 - 田川郡 香春町・添田町・糸田町・川崎町・大任町・赤村・福智町 |

2010年（平成22年）と2015年（平成27年）の両国勢調査を比較すると、県全体としては30,903人の人口増となっているが、福岡市やその周辺の市町で人口が増加傾向にあるのに対し、それ以外の地域は概ね人口が減少傾向にある。

#### その他の区分
- 郵便番号の先頭2桁の数字は、概ね福岡地域が「81」、北九州地域が「80」、筑後地域が「83」、筑豊および京築地域が「82」、築上郡東部が「87」（大分県に使われている番号）、県側の定義と一致しない地域も多い。
- 市外局番は概ね福岡地域が「092」（但し、旧宗像郡の地域は「0940」）、北九州市周辺地域が「093」、京築北部地域が「0930」、豊前市および築上郡東部が「0979」（大分県中津市と同じ番号）、それ以外の地域（筑後・筑豊地区）が「094X」。これも県側の定義と一致しない地域も多い。
- 気象情報上の区分では「福岡」「北九州」「筑後」「筑豊」の4地区で分けられる。ただし、朝倉市・朝倉郡は「筑後」に含まれる。二次細分区域では「北九州」は「北九州遠賀」「京築」に2分割され、「筑後」は「筑後北部」「筑後南部」に2分割されるため区分は6地区になる。
- 自動車のナンバープレートに表示される運輸支局・自動車検査登録事務所名は「福岡」「北九州」「久留米」「筑豊」の4種類。このうち「久留米」には、筑後地域のほか朝倉市・朝倉郡も含まれる。

#### 市町村旗・市町村章
- 福岡県の市町村旗一覧を参照
- 福岡県の市町村章一覧を参照

#### 町村会
福岡県町村会
会長 - 美浦喜明（水巻町町長）
2009年に当時の会長だった山本文男（当時・添田町町長、全国町村会会長）による贈賄事件が発覚し（福岡県町村会汚職事件）、会長職に4期までの任期制限が規約で定められた。2023年に4機目の任期満了となった永原譲二（大任町町長、全国町村会副会長）会長が「理事会の同意を得た」として5期目の就任を図ったため、一部の町村長が反発。2023年に約30年ぶりの会長選挙が行われ、美浦喜明が会長に選出された。
福岡県町村議会議長会
会長 - 畠田勝廣（添田町議会議長）

## 歴史

### 地名の由来
地名「福岡」の由来は、かつて筑前国域を治めていた黒田氏が築城した福岡城と言われている。福岡城の由来は黒田氏ゆかりの備前福岡（岡山県瀬戸内市）に因むという説が有名だが、ゆかりの地としては関係が希薄なため、福崎の丘陵地に築城したため福岡城としたという説もある。別称としては筑紫(チクシ、ツクシ)、白日別(シラヒワケ)、那珂(ナカ)、が用いられる。

### 古代

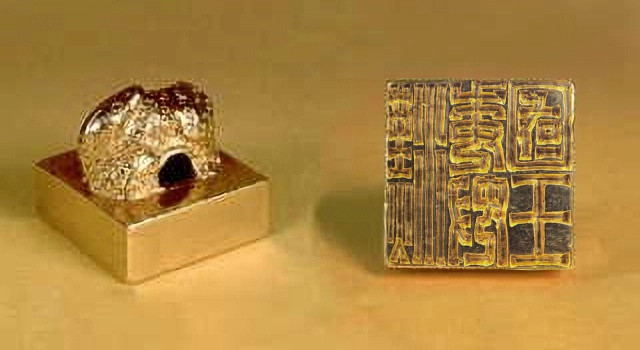
漢倭奴国王印

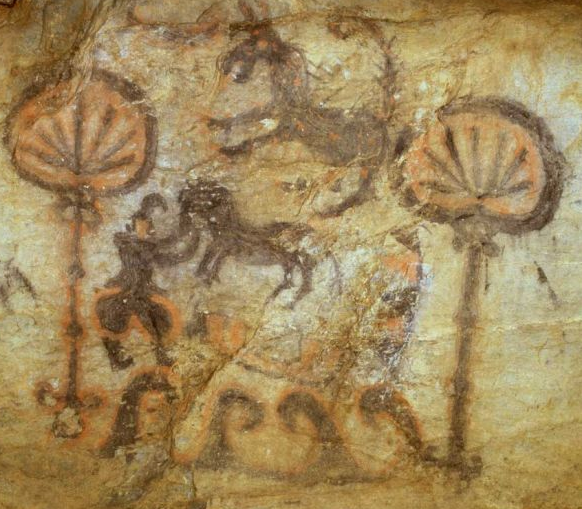
竹原古墳の石室に描かれた絵画

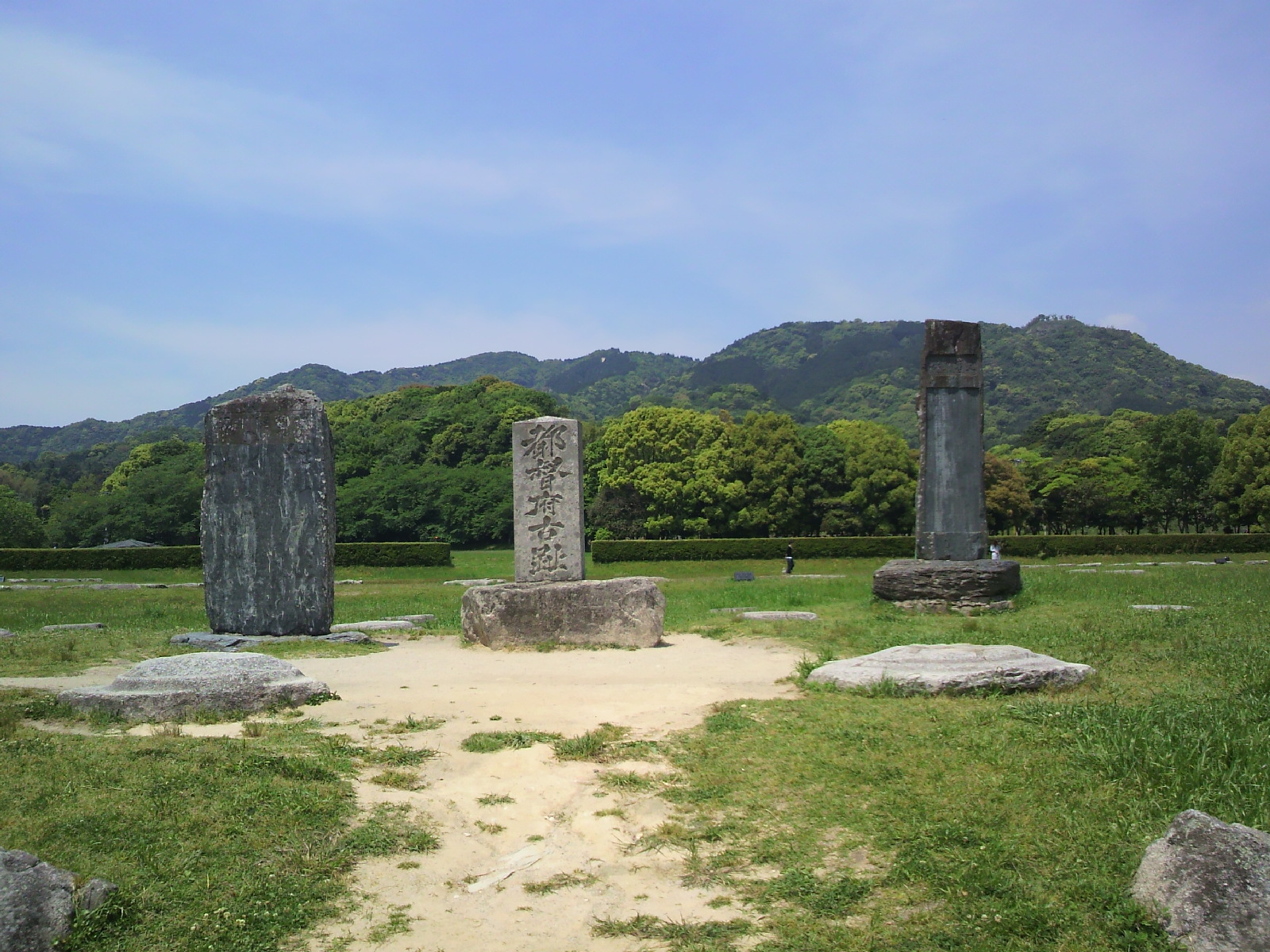
大宰府政庁跡

福岡県は中国大陸や朝鮮半島に近いという地理的条件の影響を受け、古代より多くの交易または侵略の歴史に富んでいる。
福岡に最初に人が現れたのは旧石器時代後期であり、その時代の遺跡としては福岡市の大原D遺跡、久留米市の野口遺跡などが上げられる。
縄文時代、福岡平野の大部分が海底にあり、福岡県内の縄文遺跡の分布は山鹿貝塚など遠賀川流域 と糸島半島に集中している。
弥生時代には稲作が日本で最初に伝来した地といわれており、板付遺跡では環濠集落や水田が発見された。九州に広く分布する甕棺墓は県内でも西半を中心に分布し、志登支石墓群や金隈遺跡、須玖岡本遺跡などで集団墓地が見つかった。弥生時代後期には、野方遺跡や那珂遺跡群、比恵遺跡群、須玖遺跡群、三雲・井原遺跡、平塚川添遺跡などの大規模な集落遺跡が見つかっている。『魏志倭人伝』によれば現在の福岡市西区・糸島市の辺りに伊都国が存在し、現在の福岡市博多区の辺りに奴国が存在したと伝えられている。伊都国は三雲南小路遺跡が伊都国王の墓とされているほか、奴国については、江戸時代に志賀島の農民により金印が発見され、須玖岡本遺跡が国の中心部とされており、実在が確認されている。また『魏志倭人伝』に書かれている中国の皇帝から「親魏倭王」の金印を授かった女王卑弥呼が統治した邪馬台国も福岡県など北部九州に存在したとする説が唱えられているが、これについては近畿地方にあったとする説と真っ向から対立しており、いわゆる「邪馬台国論争」となっており現在も解明されていない（両説に含まれない他地域にあったとする研究者も少なからず存在する）。
古墳時代には、祇園山古墳や那珂八幡古墳などの出現期古墳から、前方後円墳である光正寺古墳や老司古墳、田主丸大塚古墳、豊富な品々が出土した一貴山銚子塚古墳や船原古墳、終末期古墳である宮地嶽古墳など、多数の古墳が残る。福岡県内の古墳では、八女古墳群をはじめ石人石馬が分布するほか、王塚古墳や五郎山古墳、仙道古墳、日岡古墳などの装飾古墳が分布する。527年（継体天皇21年）、筑紫君磐井が大和朝廷に反旗を翻したが、物部麁鹿火率いる朝廷の軍に鎮圧された（磐井の乱）。磐井の墓は八女市の岩戸山古墳とされており、周辺の前方後円墳と共に構成される八女古墳群は、複数の前方後円墳が集中する。
玄界灘に浮かぶ沖ノ島では、4世紀から9世紀にかけて祭祀が行われたことが発掘調査で明らかになっている。ペルシャガラスなどの出土した豊富な装飾品などから「海の正倉院」の異名を持ち、新原・奴山古墳群や宗像大社などと共にユネスコの世界遺産「「神宿る島」宗像・沖ノ島と関連遺産群」に登録された。
天智朝の初めごろ（660年代の初め）に、白村江の戦い（はくすきのえのたたかい）に敗れた大和朝廷は、唐や新羅の連合軍が来襲するやも知れないとして九州の防備を固めるため、水城や大野城、怡土城の古代山城、高良山、女山、御所ヶ谷、鹿毛馬などの神籠石式山城が築いた。また、西国の管轄のために大宰府が置かれた。大宰府には大伴旅人などが大宰帥として赴任したほか、山上憶良も筑前守として赴任した。また、菅原道真が左遷されたことで有名で、大楠天満宮や榎社、そして太宰府天満宮など、道真ゆかりの神社が残る。大宰府に近い博多湾岸には、外交や貿易の拠点として鴻臚館が置かれた。
日本の文献に記述される時代になると、筑紫国と豊国があったようである。7世紀末に筑紫国は筑前国と筑後国に、豊国は豊前国と豊後国に分割された。現在の福岡県の県域は律令制における筑前国・筑後国の全域と、豊前国の一部である。
- 寛仁3年（1019年） - 女真族と見られる海賊船団が壱岐、対馬、さらには筑前国に侵攻（刀伊の入寇）。
- 保元3年（1158年） - 平清盛が大宰大弐となる。
- 応保元年（1161年） - 平氏政権の樹立に向け、平清盛は博多に後の博多商人の基盤ともなる日本初の人工港湾「袖の湊」を建設し、日宋貿易を行う。

### 中世

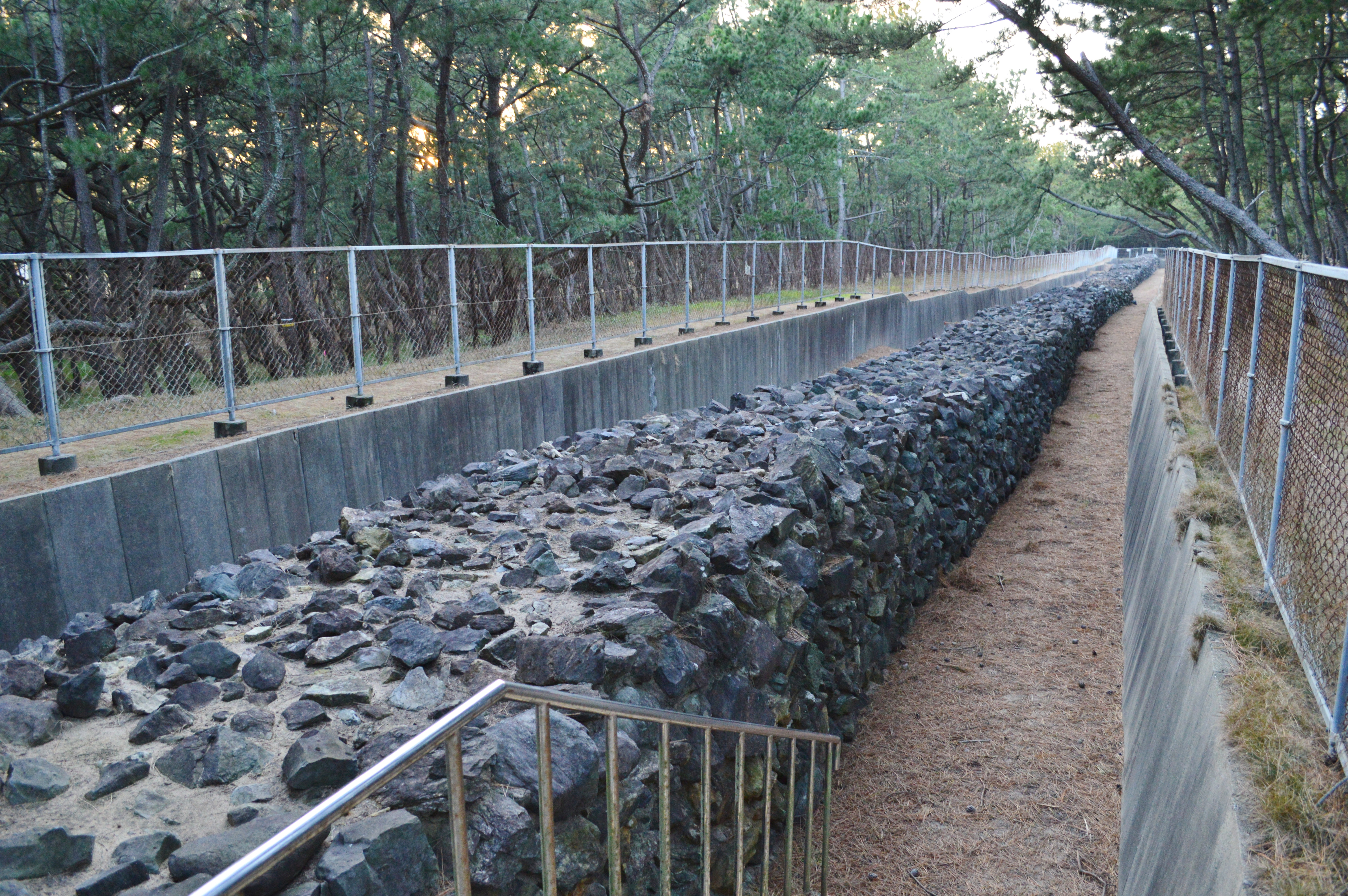
元寇防塁

中世には、「袖の湊」が設けられた博多が大規模な貿易港として栄えた。博多遺跡群（福岡市博多区）からは、中世に貿易でもたらされた陶磁器が大量に出土している。一方で大陸に近い場所に位置することから、元の襲来を二度にわたって受けた（いわゆる元寇、蒙古襲来）。博多湾岸には現在も元寇防塁が残るほか、筥崎宮には亀山天皇による「敵国降伏」の扁額が残る。
- 文永11年（1274年） - 元軍の襲来を受ける（文永の役）。
- 弘安4年（1281年） - 再び元軍の襲来を受ける（弘安の役）。後に鎮西探題が置かれる。
- 元弘3年（1333年） - 元弘の乱の中、鎮西探題が九州各地の御家人に攻められ
- 延元元年/建武3年3月2日（1336年4月13日） - 筑前国多々良浜で、足利氏と建武政権が合戦（多々良浜の戦い）。
- 正平14年/延文4年8月6日（1359年8月29日） - 筑後川を挟んで、北朝方と懐良親王率いる南朝方が合戦（筑後川の戦い）。
- 天正14年（1586年）7月-同15年（1587年） - 豊臣秀吉による九州平定。博多の太閤町割が行われたほか、バテレン追放令が発令される。

### 近世

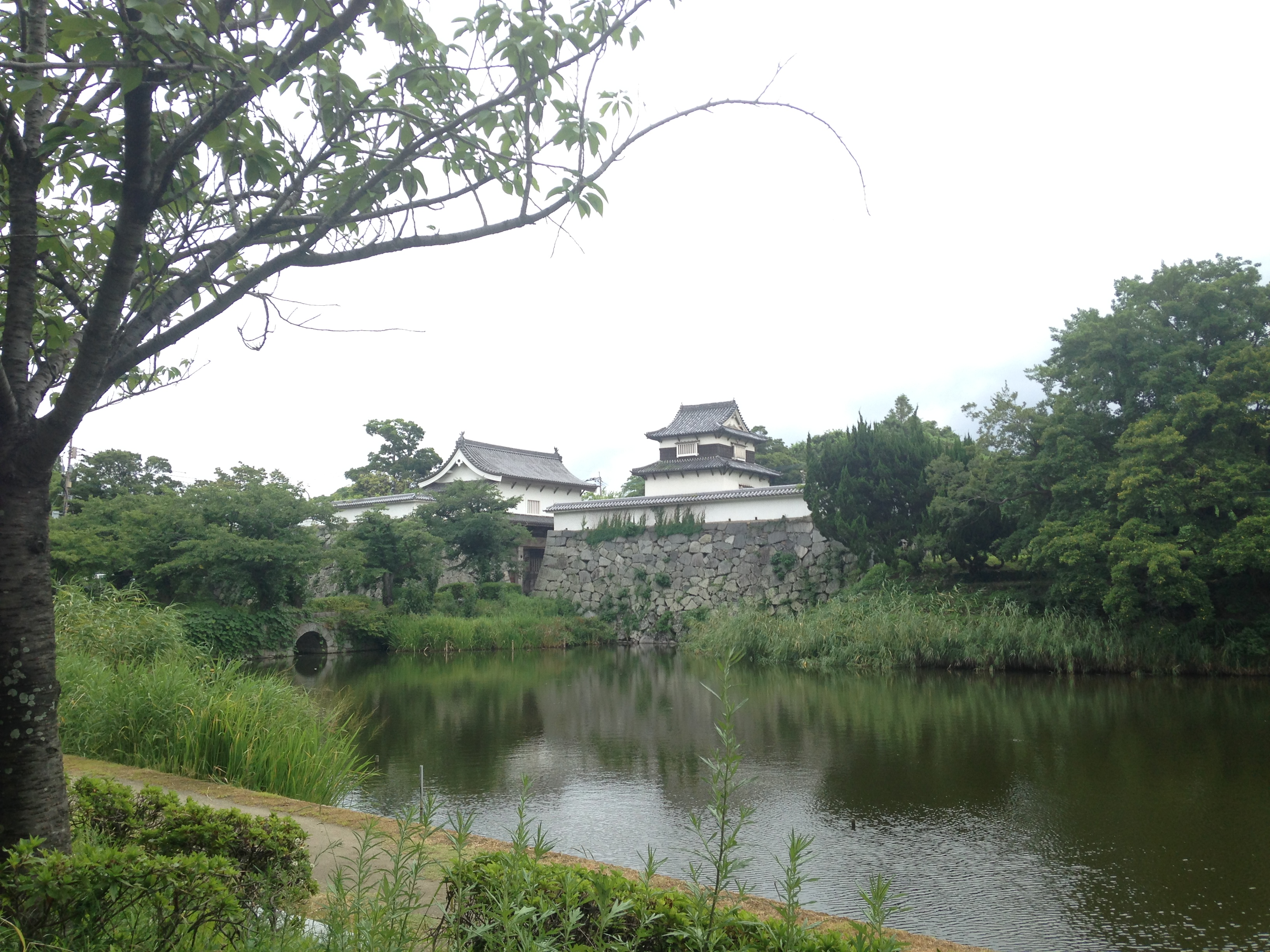
福岡城跡

関ヶ原の戦いの後、筑前国は黒田長政に、筑後国は田中吉政に、豊前国は細川忠興に与えられた。元和6年（1620年）に田中氏は吉政の子忠政が無嫡のまま死去したため改易され、新たに筑後国北部に有馬豊氏、南部に立花宗茂が入った。寛永9年（1632年）には、細川忠利が肥後国熊本藩に転封されたため、小倉藩に小笠原忠真が入った。以降、幕末まで福岡藩（筑前国、黒田氏、52万3,000石）と久留米藩（筑後国北部、摂津有馬氏、21万石）、小倉藩（後に豊津藩。豊前国北部、小笠原氏、15万石）、柳河藩（筑後国南部、立花氏、10万9,000石）秋月藩（筑前国南部、秋月黒田氏、5万石）、小倉新田藩（後に千束藩。豊前国北部、小笠原氏、1万石）（三池藩（筑後国南部、立花氏→天領→立花氏、1万石）による藩政が行われた。
- 寛永元年（1624年）-同10年（1633年） - 福岡藩で藩主長政の嫡男を巡ってお家騒動が起きる（黒田騒動）。
- 寛永14年（1637年）-同15年（1638年）- 島原の乱に福岡藩、久留米藩、小倉藩、柳河藩が出陣。
- 享保17年（1732年） - 享保の大飢饉により、福岡藩だけで約10万人の餓死者が出る。
- 文政11年（1828年）- シーボルト台風により有明海・博多湾・周防灘で顕著な高潮が発生し、死者数千人。

幕末には、福岡藩と小倉藩が台場を築いたほか、大鵬丸・蒼隼丸・環瀛丸・日華丸（福岡藩）、千歳丸・晨風丸・雄飛丸など（久留米藩）、飛龍丸（小倉藩）などの洋式帆船・蒸気船を購入し軍備を増強した。福岡藩で筑前勤王党（加藤司書、月形洗蔵、野村望東尼など）や平野国臣、久留米藩で真木保臣などの勤皇派が台頭したが、いずれも弾圧された。戊辰戦争では久留米藩と柳河藩が出兵しているほか、各藩の軍艦が出動している。
- 元治元年（1864年） - 八月十八日の政変により京都を追放され長州に逃れた三条実美ら五卿が、福岡藩の志士達の説得により長州から福岡・太宰府に移される（七卿落ち）。
- 元治2年（1865年） - 福岡藩主黒田長溥により筑前勤王党が弾圧され、約140人が処刑や蟄居、配流される（乙丑の獄）。
- 慶応2年（1866年） - 第二次長州征討により小倉藩が長州藩と交戦（小倉戦争）。長州藩は小倉藩領に侵攻したが、7月27日の赤坂の戦いで小倉藩が撃退する。8月1日に小倉藩は小倉城に火を放ち撤退。

### 近現代

#### 明治時代

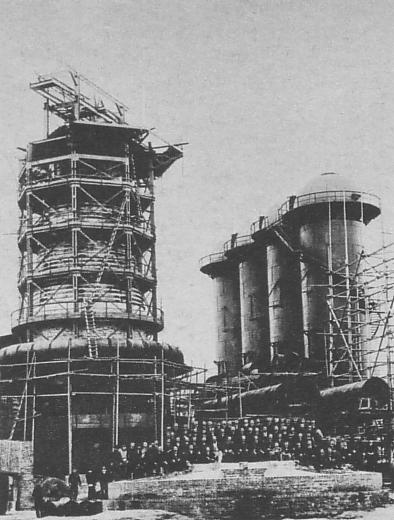
官営八幡製鉄所

- 明治3年（1870年）- 福岡藩による大規模な贋札製造が発覚。知藩事黒田長知以下藩の中枢が処罰される（太政官札贋造事件）。
- 明治4年（1871年）- 廃藩置県の前日時点で現在の福岡県域を統治していた藩は以下の各藩である。
  - 福岡藩（支藩として秋月藩）・豊津藩（旧小倉藩、支藩として千束藩）・中津藩・久留米藩・柳河藩・三池藩
  - 3月 - 小河真文ら久留米藩士による明治政府転覆計画が露見し、小河は斬首、知藩事有馬頼咸も謹慎となる（久留米藩難事件）。
  - 7月14日（8月29日）、廃藩置県により、現在の県域に当たる以下の各県が発足する。
    - 筑前国 - 福岡県・秋月県
    - 豊前国 - 小倉県・千束県・中津県
    - 筑後国 - 久留米県・柳河県・三池県

  - 11月14日（12月25日）、同一令制国の県同士を統合し、筑前国域が福岡県・豊前国域が小倉県・筑後国域が三潴県となる。
- 1873年（明治6年）6月 - 福岡県下で米価の高騰による暴動で福岡県庁が焼き討ちされる（筑前竹槍一揆）
- 1874年（明治7年）8月27日（または8月19日） - 筑後川下流域を中心に、暴風雨により家屋や田畑などに大きな被害。三潴県内の圧死・溺死者778人（758人とも）、家屋全壊約1万9千戸、半壊4千余戸[27][28]。
- 1876年（明治9年）
  - 4月18日、小倉県を福岡県に編入。佐賀県を三潴県へ編入。
  - 8月21日、旧小倉県域のうち、旧中津藩領域であった下毛郡（現・中津市）および宇佐郡（現・宇佐市）が大分県域に編入される。三潴県を福岡県へ編入し、同時に三潴県域のうち旧佐賀県域は長崎県へ編入。これにより、県境がほぼ確定。
  - 10月24日、秋月で士族らによる秋月党が反乱を起こすが、11月までに鎮圧される（秋月の乱）。
  - 福岡県庁舎が天神町に移転する。
- 1877年（明治10年） - 西南戦争に呼応した士族が福岡城下で蜂起するが、鎮圧される（福岡の乱）。
- 1881年（明治14年） - 政治団体玄洋社が設立される。
- 1889年（明治22年）
  - 4月1日、市町村制施行に伴い福岡市と久留米市が市制施行。
  - 12月11日、九州鉄道が九州初の営業用鉄道路線として博多〜千歳川（仮停車場）間（現在の鹿児島本線の一部）開業。
- 1898年（明治31年） - 糸島地震。現在の福岡市や糸島市付近で被害を受ける[29]。
- 1901年（明治34年） - 日本初の近代的製鉄所である官営八幡製鉄所が遠賀郡八幡村（現在の北九州市八幡東区）に完成。
- 1904年（明治37年） - 日露戦争に第12師団と第18師団が出兵。捕虜収容所が福岡と久留米、大里（現・北九州市門司区）に設置される。
- 1911年（明治44年） - 福岡市天神町（現・アクロス福岡）に旧福岡県庁庁舎本館が完成。
- 1913年（明治46年）11月 - 久留米市一帯で陸軍特別大演習が行われる。

#### 大正時代
- 1913年（大正2年）9月18日 - 今村天主堂（大刀洗町）竣工。
- 1914年（大正3年）
  - 第一次世界大戦（日独戦争）開戦。第十八師団が青島の戦いに出兵。ドイツ兵捕虜の収容所が福岡と久留米に設置される。
  - 12月15日 - 三菱方城炭鉱（現・福智町）でガス炭じん爆発事故発生。死者671名（方城大非常）。
- 1916年（大正5年） - 福岡市一帯で陸軍特別大演習が行われる。
- 1924年（大正13年） - 都市間輸送の電気鉄道として福岡（現・西鉄福岡（天神）） - 久留米（現・西鉄久留米）間が開業。現在の西鉄天神大牟田線の一部区間。

#### 昭和時代

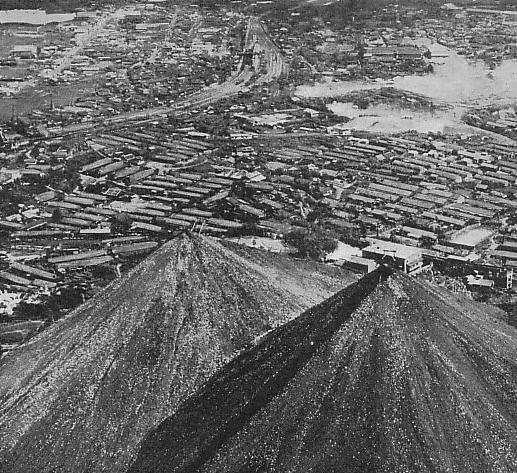
住友忠隈炭鉱（飯塚市）のボタ山

- 1930年（昭和5年） - NHK福岡放送局（JOLK）がラジオ放送を開始（九州では熊本放送局に続いて2番目）。
- 1942年（昭和17年） - 世界初の海底トンネルである関門鉄道トンネルが開通。当時の大里（だいり）駅と下関駅が結ばれ、同時に大里駅は門司駅、それまでの門司駅は門司港駅とそれぞれ改称される。
- 1944年（昭和19年）
  - 6月16日 - 八幡市（現・北九州市八幡西区・八幡東区）をB-29が初めて空襲する（八幡空襲）。
  - 8月20日 - 小倉空襲
  - 11月21日 - 大牟田空襲（1回目）
- 1945年（昭和20年） - 太平洋戦争の戦局悪化により、現在の北九州市内にあたる各市や福岡市・大牟田市・久留米市などが空襲を受ける。
  - 6月18日 - 大牟田空襲（2回目）
  - 6月19日 - 福岡大空襲
  - 7月27日 - 大牟田空襲（3回目）
  - 8月7日 - 大牟田空襲（4回目）
  - 8月8日未明 - 八幡大空襲
  - 8月8日 - 国鉄荒木駅と西鉄大牟田線筑紫駅を米軍の戦闘機が機銃掃射し、乗客や周辺住民に死傷者が出る（筑紫駅列車空襲事件）。
  - 8月8日夜 - 大牟田空襲（5回目）
  - 8月9日 - 小倉市（現・北九州市小倉北区）が原子爆弾の標的となるが、雲が多く前日の八幡大空襲による煙の影響もあり、標的の目視確認が難しかったので投下を免れる。小倉に投下予定だった原子爆弾は長崎市に投下された（長崎市への原子爆弾投下）。
  - 8月11日 - 久留米空襲（1回目）
  - 8月12日 - 久留米空襲（2回目）
  - 終戦後、雁ノ巣飛行場、板付飛行場（現・福岡空港）、芦屋飛行場（現・航空自衛隊芦屋基地）などが米軍により接収され、接収箇所周辺を中心に県内各地に米軍キャンプが設営される。
- 1947年（昭和22年） - 第29回全国中等学校優勝野球大会で県立小倉中学校が福岡県勢として同大会初優勝。翌年、学制改革後に小倉高校として同大会連覇。
- 1948年（昭和23年） - 第3回国民体育大会、平和台陸上競技場など県内各地で開催。
- 1951年（昭和26年） - 九州で初の民間放送であるラジオ九州（RKB。現在のRKB毎日放送。JOFR）が福岡市で本放送を開始。
- 1953年（昭和28年） - 昭和28年西日本水害発生。被害は県全域に及び死者259名、行方不明者27名、全壊・流失家屋2,150棟、半壊家屋1万2,116棟、床上浸水9万2,532棟、床下浸水11万9,127棟。被害総額793億円は当時の県予算の2年分に相当。
- 1954年（昭和29年） - 県内で2局目となる民間放送、九州朝日放送（KBC。JOIF）が久留米市で本放送を開始。
- 1955年（昭和30年） - この年と翌年、福岡スポーツセンターで大相撲九州準本場所開催。
- 1956年（昭和31年） - NHK福岡放送局が九州で初めてテレビ放送（JOLK-TV）を開始。
- 1957年（昭和32年） - 大相撲九州場所が本場所に昇格、福岡スポーツセンターで毎年11月に開催されることとなる。
- 1958年（昭和33年）
  - 山口県下関市と門司市（現在の北九州市門司区）の間に関門トンネル開通。船を使わずに自動車で本州と往来することが可能となる。
  - ラジオ九州（現在のRKB毎日放送）が福岡市で九州初となる民放テレビ放送（JOFR-TV）を開始。
- 1962年（昭和37年） - 戸畑市（現・北九州市戸畑区）と若松市（同若松区）との間に、若戸大橋開通。東洋一の吊橋となる（当時）。
- 1963年（昭和38年）
  - 1月、38豪雪で福岡市、飯塚市など県内各地で記録的大雪となる。
  - 2月10日、北九州地区5市が合併し北九州市が発足。4月1日に九州初の政令指定都市となる。
  - 11月9日、三井三池炭鉱三川鉱（大牟田市）で炭じん爆発事故が発生。死者458名。戦後の炭鉱事故としては死者数最大。
- 1965年（昭和40年）
  - 1月17日、第44回天皇杯全日本サッカー選手権大会で八幡製鉄サッカー部が優勝。現在に至るまで本州以外のチームで同大会唯一の優勝チームとなる。
  - 6月1日、山野鉱業山野炭鉱（稲築町、現・嘉麻市））でガス爆発事故が発生。死者237名。戦後の炭鉱事故としては上記の三川鉱事故に続き死者数が2番目。
  - 第47回全国高等学校野球選手権大会で、三池工業高校が初出場初優勝。
- 1968年（昭和43年）
  - カネミ油症事件発生、県内を中心に全国23府県で約1万4千人に被害発生。
  - 九州大学電算センターファントム墜落事故発生。
  - 2月に北九州地区を中心に記録的な大雪。福岡市でも15cmの積雪を記録し、1931年（昭和6年）以来37年ぶりの大雪となる。
  - 4月に複数の県立高校で教職員による校長着任拒否闘争が表面化。7月に教職員の大量処分が行われる。
- 1970年（昭和45年） - 羽田発福岡行きの日本航空機がハイジャックされる。いわゆるよど号事件。
- 1972年（昭和47年） - 福岡市が政令指定都市となる。
- 1973年（昭和48年） - 関門橋開通。九州自動車道の県内通過部分として初めて鳥栖〜南関間が開通。
- 1974年（昭和49年） - この年以降、大相撲九州場所の開催会場が九電記念体育館に変更される。
- 1975年（昭和50年） - 3月10日、山陽新幹線岡山―博多間が開業。新関門トンネル開通。
- 1976年（昭和51年） - 筑豊炭田最後の炭鉱、貝島炭砿（宮田町（現宮若市））が閉山し、筑豊から炭鉱がなくなる。
- 1978年（昭和53年）
  - 大渇水により県内の多くの自治体が長期間に亘り給水制限となる（昭和53-54年福岡市渇水）。
  - この年のシーズン限りでクラウンライターライオンズがコクドの堤義明社長に買収され埼玉県に移転、福岡県からプロ野球チームが一旦消滅する。
- 1980年（昭和55年） - 福岡都市高速道路1号線、北九州都市高速道路1号線・2号線開通。
- 1981年（昭和56年）
  - 7月26日、九州初となる地下鉄・福岡市地下鉄1号線（天神-室見）が開通。
  - この年以降、大相撲九州場所の開催会場が福岡国際センターとなる。
  - 11月16日、福岡市博多区東公園に現在の県庁舎が完成し、中央区天神から移転。
- 1985年（昭和60年）
  - 1月9日、九州初のモノレールである北九州モノレール小倉線が開業。
  - 県内の国鉄路線のうち、特定地方交通線第1次廃止対象に指定された5路線が3月31日付で廃止、全てバス路線転換。
- 1986年（昭和61年） - 旧国鉄甘木線が、県内初の第三セクター鉄道甘木鉄道甘木線に転換。
- 1987年（昭和62年） - 大分自動車道の最初の完成区間である鳥栖〜朝倉間が部分開通。
- 1988年（昭和63年） - 九州自動車道の福岡県内路線が完成。

#### 平成時代
- 1989年（平成元年）

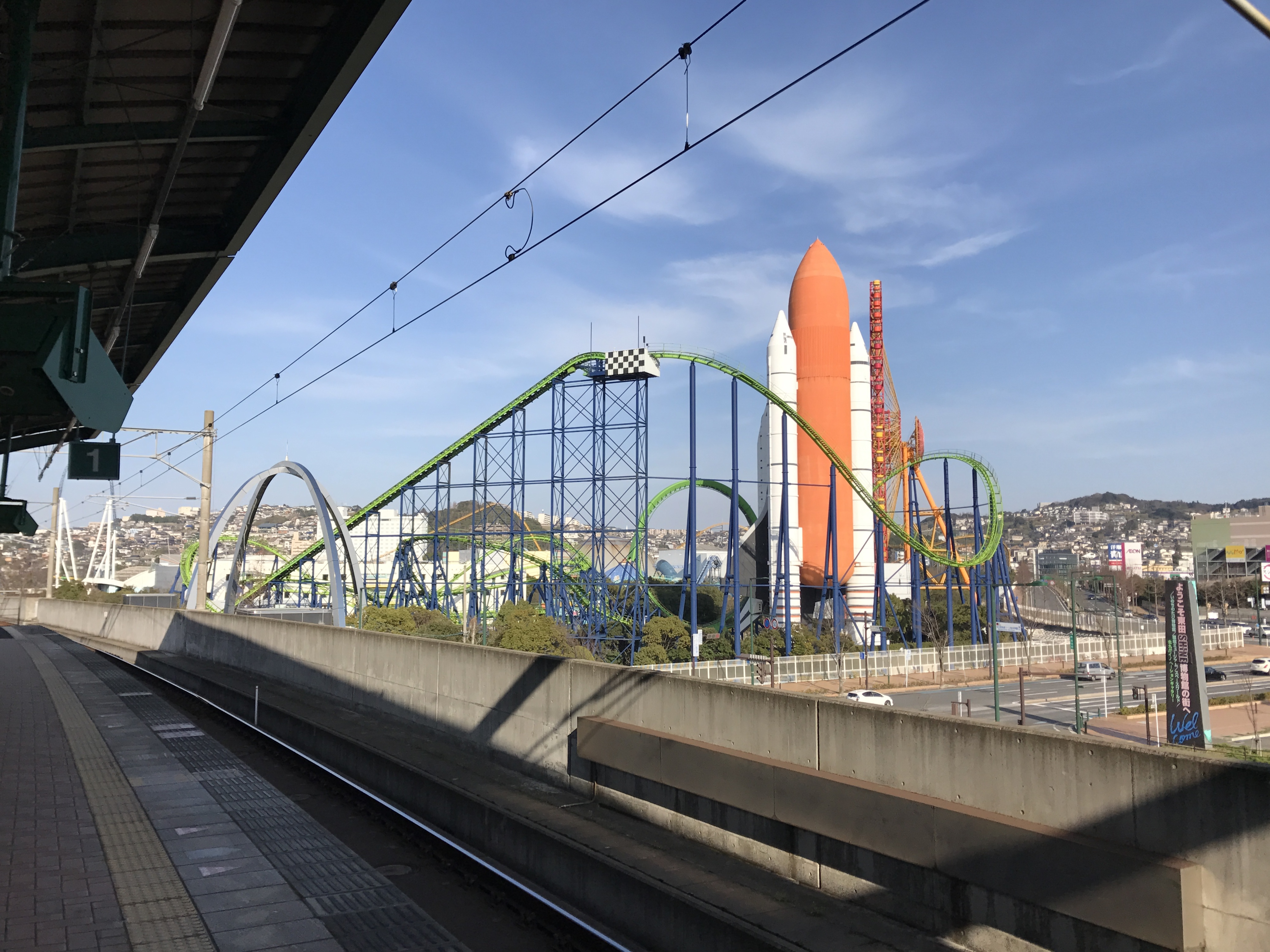
スペースワールド

  - 前年、南海ホークスがダイエーにより南海電鉄から買収され、大阪府から移転、福岡ダイエーホークスとなり、11シーズンぶりに平和台球場を本拠地とするチームが復活する。
  - 福岡市早良区百道浜埋立地を会場にアジア太平洋博覧会（よかトピア）開催。福岡タワーが建設される。
- 1990年（平成2年）
  - 大分自動車道の福岡県内路線が完成。
  - 第45回国民体育大会（とびうめ国体）、夏季は文化記念プール（北九州市小倉南区）・秋季は東平尾公園博多の森陸上競技場（福岡市博多区）を主要会場に県内各地で開催。天皇杯、皇后杯獲得。
- 1991年（平成3年）
  - 九州で唯一となるテレビ東京系列のテレビ局TXN九州（TVQ、JOTY-TV。現・TVQ九州放送）が本放送を開始。
  - 台風19号が上陸し、被害を受ける。
- 1992年（平成4年） - 第74回全国高等学校野球選手権大会で、西日本短期大学附属高等学校が優勝。
- 1993年（平成5年） - 福岡市中央区地行浜に福岡ドーム完成。福岡ダイエーホークスの新本拠地となる。
- 1994年（平成6年） - 全国的な少雨により、福岡市、太宰府市、大野城市、筑紫野市などで長期間の夜間断水となる（平成6年渇水）。
- 1995年（平成7年）
  - 静岡県藤枝市からジャパンフットボールリーグ所属チーム藤枝ブルックスが移転、福岡ブルックスとなる。当初は平和台陸上競技場、博多の森球技場竣工後は同球技場を本拠地とする。
  - 福岡市及び周辺都市を会場にユニバーシアード福岡大会開催。
- 1996年（平成8年）
  - 福岡ブルックスがJリーグ昇格、アビスパ福岡となる。
  - 6月13日、ガルーダ・インドネシア航空機が福岡空港で離陸に失敗し炎上。死者3名を出す（福岡空港ガルーダ航空機離陸事故）。
- 1997年（平成9年） - 三井三池炭鉱（大牟田市）の閉山により福岡県から炭鉱が消える。
- 1998年（平成10年） - 第76回全国高等学校サッカー選手権大会で、東福岡高等学校が県勢として同大会初優勝。翌年も連覇。
- 1999年（平成11年）
  - 6月29日 - 福岡市、北九州市を中心に豪雨災害。福岡市では河川が氾濫し、博多駅前が水没する被害を受ける。北九州市でも浸水による被害を受ける。
  - 10月28日 - NPB日本シリーズで福岡ダイエーホークスが（本拠地を福岡市に移転後）初の日本一になる。
- 2000年（平成12年）
  - 7月8日、福岡市博物館で九州・沖縄サミット（主要国首脳会議）財務相・蔵相会合開催。会合終了後、シーホークホテル福岡（現ヒルトン福岡シーホーク）で宮澤喜一財務相（当時）が 内外記者会見 を行う。
  - 11月26日 - 県内最後の路面電車だった西鉄北九州本線が廃止。
- 2001年（平成13年）
  - 世界水泳選手権福岡大会、マリンメッセ福岡などで開催。
  - 北九州市八幡東区スペースワールド隣接地を会場とし、北九州博覧祭2001を開催。
- 2003年（平成15年）
  - 10月27日 - NPB日本シリーズで福岡ダイエーホークスが日本一になる。
- 2004年（平成16年）
  - 8月31日・9月8日、台風16、18号の被害を受ける。
  - 10月30日〜11月14日、第19回国民文化祭ふくおか2004「とびうめ国文祭」を県内各地を会場として開催。
- 2005年（平成17年）
  - 3月20日、福岡県西方沖地震発生。福岡市を中心に被害を受ける。死者1名、重傷者76名。
  - 10月15日、太宰府市に九州国立博物館が開館。国内4か所目の国立博物館。
- 2006年（平成18年）
  - 2月26日 - 東九州自動車道が福岡県内で初めて開通（北九州ジャンクション〜苅田北九州空港インターチェンジ間）。
  - 3月16日 - 北九州空港が北九州市・京都郡苅田町の周防灘沖に移転・開港。
  - 9月17日 - 台風13号の被害を受ける。特に有明海沿岸では塩害が発生し、農作物に甚大な被害が出る。
- 2007年（平成19年）
  - 12月 - 日本フットボールリーグに九州社会人リーグ・ニューウェーブ北九州が昇格。日本の社会人サッカーの全国リーグでは八幡製鉄→新日本製鉄八幡サッカー部が日本サッカーリーグ2部を降格した1991年（平成3年）以来17年ぶりに北九州市を本拠地とするチームが誕生する。
- 2008年（平成20年）
  - 1月7日 - 第87回全国高等学校ラグビーフットボール大会で、東福岡高等学校が同大会初優勝。県勢としては1967年度の福岡電波高校（現・福岡工大城東高校）以来40年ぶり。
  - 12月13日 - 第1回日中韓首脳会議が九州国立博物館で開催される。
- 2009年（平成21年）
  - 7月24日〜26日 - 集中豪雨により甚大な被害を受ける（平成21年7月中国・九州北部豪雨）
  - 8月4日 - 福岡管区気象台が九州北部が梅雨明けしたとみられると発表。1951年（昭和26年）の観測開始以降、史上最も遅い梅雨明け。
  - 11月30日 - 日本フットボールリーグのニューウェーブ（ギラヴァンツ）北九州が日本プロサッカーリーグ2部（J2リーグ）昇格を認められ、アビスパ福岡以来14年ぶり、当県2番目のJリーグクラブが誕生
- 2010年（平成22年）
  - 2月1日 - 合併特例法に基づく県内の市町村合併（いわゆる平成の大合併）が終了する。合併前97あった市町村数が60となる。
  - 4月1日 - 総合的規定強化として全国初となる、暴力団排除条例が施行される。
- 2011年（平成23年）
  - 3月12日 - 九州新幹線の博多―新八代間が開業し、全線開通する。
  - 11月20日 - NPB日本シリーズで福岡ソフトバンクホークスが日本一になる。
- 2012年（平成24年）
  - 4月1日 - 罰則付きの条例として、全国初の飲酒運転撲滅条例が施行される。
  - 7月14日 - 平成24年7月九州北部豪雨により柳川市を流れる矢部川の堤防が決壊する。
  - 7月21日 - 福岡高速道路の環状線が完成する。
- 2014年（平成26年）
  - 10月30日 - NPB日本シリーズで福岡ソフトバンクホークスが日本一になる。
  - 11月16日 - 県営筑後広域公園で第1回市町村対抗福岡駅伝が開催される。
- 2015年（平成27年）
  - 4月24日 - 太宰府市が文化庁から日本遺産に認定される[30][31]。
  - 7月5日 - 「明治日本の産業革命遺産 製鉄・製鋼、造船、石炭産業」（三池炭鉱・三池港（大牟田市）、八幡製鐵所（北九州市）、遠賀川水源地ポンプ室（中間市））が世界遺産に登録される。
  - 10月29日 - NPB日本シリーズで福岡ソフトバンクホークスが日本一になる。
- 2016年（平成28年）
  - 1月26日 - 1月24日からの寒波[32][33] の影響により水道管が破損漏水し、大牟田市など県内13自治体で断水となる[34][35][36]。
  - 3月15日 - HAWKSベースボールパーク筑後竣工[37]。
  - 4月24日 - 東九州自動車道の福岡県区間が全線開通し、北九州市から宮崎市までの区間が東九州道で直結する[38]。
  - 5月1日、2日 - 北九州市でG7北九州エネルギー大臣会合が開催される[39]。
  - 12月1日 - 博多祇園山笠（福岡市）や戸畑祇園大山笠（北九州市）などの「山・鉾・屋台行事」がユネスコ無形文化遺産に登録決定[40][41]。
- 2017年（平成29年）
  - 3月12日 - ミクニワールドスタジアム北九州（北九州スタジアム）がグランドオープン[42]。
  - 7月5日 - 県内に初めて大雨特別警報が発令され、翌6日にかけて記録的な大雨となる。筑後地方（特に朝倉地区）や筑豊地方を中心に甚大な被害を受ける（平成29年7月九州北部豪雨[43]）。
  - 7月9日 - 「神宿る島」宗像・沖ノ島と関連遺産群（宗像市・福津市）が世界遺産に登録される。
  - 10月28日〜29日 - 第37回全国豊かな海づくり大会福岡大会が宗像市で開催される。
  - 11月4日 - NPB日本シリーズで福岡ソフトバンクホークスが日本一になる。
- 2018年（平成30年）
  - 3月11日 - 五ケ山ダム竣工。
  - 6月2日 - 久留米アリーナ開館[44]。
  - 7月6日 - 県内に大雨特別警報が発令される（翌7日に解除）。北九州地方を中心に、県内各地で大きな被害を受ける（平成30年7月豪雨[45]）。
  - 8月20日 - 福岡高等裁判所、福岡地方裁判所、福岡簡易裁判所が福岡市中央区六本松に移転する[46]。
  - 8月27日 - 福岡家庭裁判所が福岡市中央区六本松に移転する[46]。
  - 11月3日 - NPB日本シリーズで福岡ソフトバンクホークスが日本一になる。
- 2019年（平成31年）
  - 4月1日 - 福岡空港が民営化される。
  - 4月1日 - 同日発表された5月1日からの新元号「令和」の出典となった万葉集の一節が、大宰府にあった大伴旅人邸で催された「梅花の宴」について記したものであったことから、「令和」ゆかりの地として太宰府市・坂本八幡宮が注目される[47]。

#### 令和時代
- 2019年（令和元年）

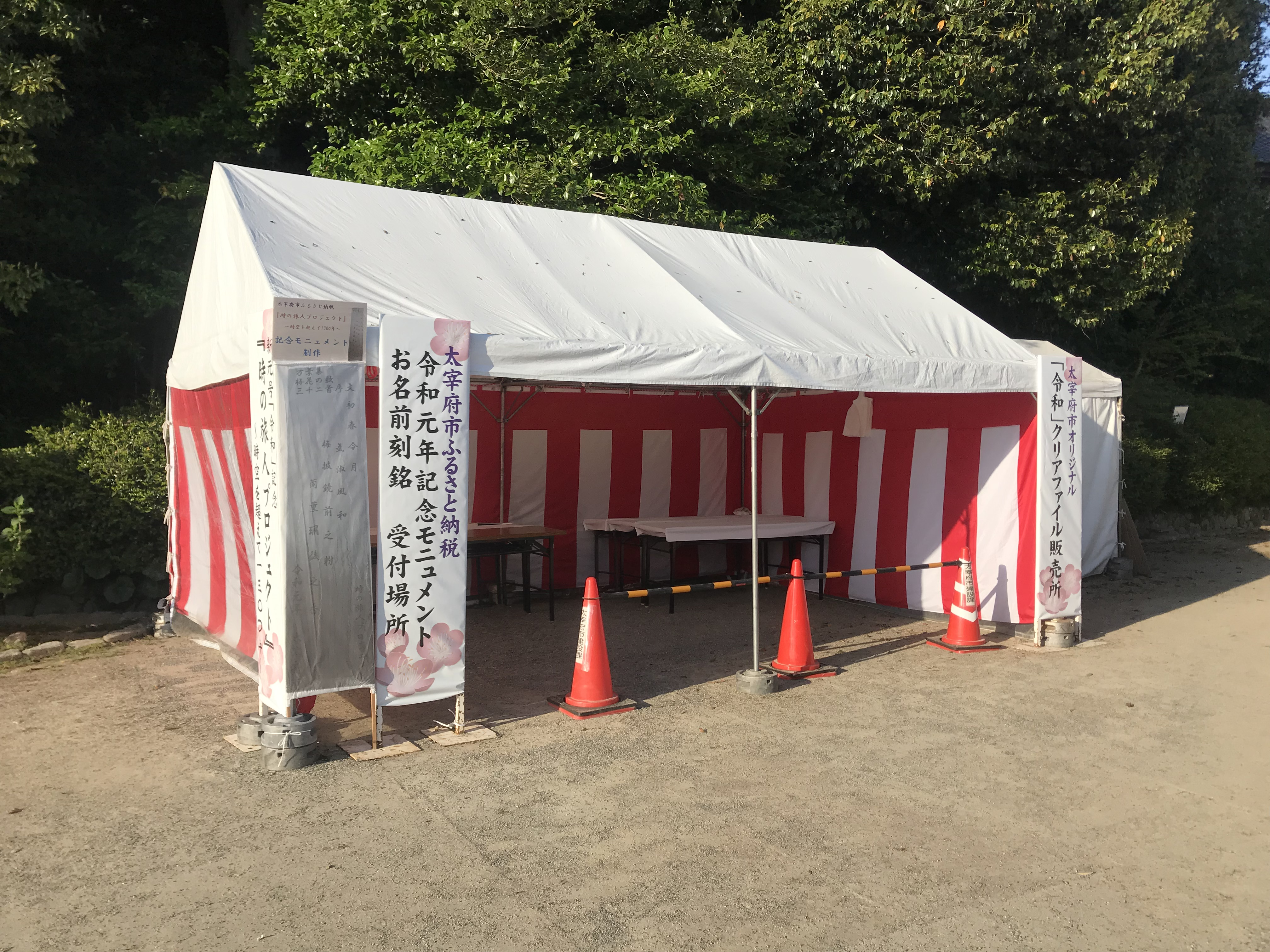
新元号「令和」に因み、太宰府展示館の前で開催されたイベントのテント

  - 6月8日〜9日 - G20財務大臣・中央銀行総裁会議が福岡市で開催される。
  - 9月17日 - 福岡高等検察庁、福岡地方検察庁、福岡区検察庁、宗像区検察庁及び甘木区検察庁が福岡市中央区六本松に移転する[48][49]。
  - 9月26日 - ラグビーワールドカップ2019プールB予選 イタリアと カナダが福岡市博多区のレベルファイブスタジアムで対戦する[50]。
  - 10月23日 - NPB日本シリーズで福岡ソフトバンクホークスが日本一になる。
- 2020年（令和2年）
  - 7月6日 - 大牟田市・みやま市・八女市・広川町に大雨特別警報が発表される。筑後地方、特に大牟田市・久留米市などでは家屋への浸水や道路・田畑が冠水し、甚大な被害を受ける[51]。（令和2年7月豪雨[52]）
  - 11月25日 - NPB日本シリーズで福岡ソフトバンクホークスが日本一（V4）になる。

- 緊急事態宣言発出など
  - 2020年（令和2年）
    - 3月28日〜29日 - 新型コロナウイルス感染の影響により、小川洋知事が県民に対し不要不急の外出自粛を要請する[53]。
    - 4月7日 - 新型コロナウイルスの急速な感染拡大の事態を受けて、安倍晋三首相が福岡県など7都府県を対象に「緊急事態宣言」を発出する[54][55]。
    - 5月4日 - 緊急事態宣言を対象地域を全国としたまま5月31日まで延長する[56][57]。
    - 5月14日 - 全国に発令した緊急事態宣言に関し、福岡県を含む39県で解除となる[58][59]。
    - 8月5日 - 新型コロナウイルス特別措置法に基づき、8月8日から8月21日まで感染症対策不十分な店に休業協力要請や県民に対して会食や飲み会制限する「福岡コロナ警報」を発動する[60]。
    - 10月8日 - 「福岡コロナ警報」が解除される[61]。
    - 12月12日 - 「福岡コロナ警報」再発動[62][63]。

  - 2021年（令和3年）
    - 1月13日 - 「緊急事態宣言」（2回目）を福岡県を含む7府県に追加再発出する。期間は1月14日から2月7日まで[64]。
    - 2月2日 - 緊急事態宣言を3月7日まで延長する[65]。
    - 2月26日 - 福岡県を含む6府県において2月28日をもって緊急事態宣言が解除される[66]。
    - 3月19日 - 不要不急の外出自粛、飲食店などの営業時間短縮の要請が3月21日をもって解除される[67]。
    - 4月19日 - 福岡県は、福岡市全域の飲食店やカラオケ店を対象に営業時間を午後9時までに短縮するよう要請する。期間は4月22日から5月19日まで[68]。
    - 4月22日 - 飲食店などを対象とした営業時間短縮要請の地域に久留米市を追加する。期間は4月25日から5月19日まで[69]。
    - 5月3日 - 飲食店への営業時間短縮要請を全県域に拡大し、福岡市と久留米市では午後8時まで、そのほかの地域では同9時までの時短営業を依頼する。要請や依頼の期間は5月6日から5月19日まで[70]。
    - 5月7日 - 「緊急事態宣言」（3回目）の対象地域に5月12日から福岡県を追加するとともに、5月31日まで延長する[71]。
    - 5月28日 - 緊急事態宣言を6月20日まで延長する[72]。
    - 6月17日 - 緊急事態宣言を6月20日をもって解除し、6月21日から福岡県を含む7都道府県を「まん延防止等重点措置」の対象とする。福岡県の対象地域は福岡市・北九州市、久留米市。期間は7月11日まで[73]。
    - 7月8日 - 福岡県の「まん延防止等重点措置」を7月11日をもって終了する[74]。
    - 7月28日 - 「福岡コロナ警報」発動[75]。
    - 7月30日 - 福岡県に「まん延防止等重点措置」（2回目）を適用。対象地域は福岡市、北九州市、久留米市及び福岡地域（筑紫野市、春日市、大野城市、宗像市、太宰府市、古賀市、福津市、朝倉市、糸島市、那珂川市、糟屋郡、朝倉郡）。期間は8月2日から8月31日まで[76]。
    - 8月5日 - 「福岡コロナ特別警報」発動[77]。
    - 8月17日 - 福岡県を含む7府県が「緊急事態宣言」（4回目）の対象地域に追加される。期間は8月20日から9月12日まで[78]。
    - 9月9日 - 緊急事態宣言の期限を9月30日まで延長する[79]。
    - 9月28日 - 「緊急事態宣言」を9月30日をもって解除する[80]。同時に「福岡コロナ特別警報」を解除し「福岡コロナ警報」に移行する[81]。
    - 10月11日 - 「福岡コロナ警報」について10月14日をもって解除することを決定[82]。
    - 12月26日 - 12月25日に新型コロナウイルスの新たな変異株「オミクロン株」の感染者が県内で初めて確認されたとを受け、県内5カ所で無料PCRや抗原検査を実施する[83]。

  - 2022年（令和4年）
    - 1月20日 - 「福岡コロナ警報」発動[84]。1月24日から2月20日まで県全域の飲食店に時短要請をする。
    - 1月25日 - 「まん延防止等重点措置」（3回目）の適用対象に福岡県を含む計18道府県を追加する[85]。措置区域は県内全市町村。期限は1月27日から2月20日まで。
    - 1月27日 - 「福岡コロナ特別警報」発動[86]。
    - 2月18日 - 「まん延防止等重点措置」を3月6日まで延長する[87]。
    - 3月4日 - 3月6日をもって「まん延防止等重点措置」の解除と同時に「福岡コロナ特別警報」から「福岡コロナ警報」に移行する[88]。
    - 5月31日 - 「福岡コロナ警報」について6月1日から解除する[89]。
    - 7月6日 - 「福岡コロナ警報」発動[90]。
    - 7月21日 - 福岡県は新たに10,752人の新型コロナウイルス感染者を確認する。初めて新規感染者が1万人を超える[91]。
    - 7月22日 - 「福岡コロナ特別警報」に引き上げる[92]。
    - 9月13日 - 「福岡コロナ特別警報」を解除し、翌14日から「福岡コロナ警報」に移行する[93]。
    - 10月5日 - 「福岡コロナ警報」解除[94]。
    - 12月1日 - 「福岡オミクロン警報」発動[95]。

  - 2023年
    - 2月13日 - 「福岡オミクロン警報」解除[96]。
    - 5月8日 - 新型コロナウイルス感染症の感染症法上の位置づけが、季節性インフルエンザなどと同じ「5類感染症」に変更[97]。

- 2021年（令和3年）
  - 2月22日 - 小川洋知事が辞意を表明[98]。辞職は3月24日付。
  - 3月14日 - 有明海沿岸道路大川東IC - 大野島IC間が開通[99]。沿岸道路の福岡県内の区間は全て完成した[100]。
  - 8月11日〜17日 - 記録的な大雨が降り、8月14日には大雨特別警報が発表され、久留米市、大牟田市では河川の氾濫による被害が出る。（令和3年8月の大雨）
  - 9月4日 - 宇宙ビジネス創出推進自治体（S-NET推進自治体）に選定される[101]。
  - 10月18日〜10月31日 - 北九州市で2021世界体操・新体操選手権北九州大会（10月18日〜24日：第50回世界体操競技選手権大会、10月27日〜31日：第38回世界新体操選手権大会）が開催される[102]。
- 2022年（令和4年）
  - 5月26日 - 久留米市田主丸町に資生堂久留米工場が完成する[103]。
- 2023年（令和5年）
  - 7月14日〜30日 - 福岡市で第20回世界水泳選手権大会が開催される。

## 人口
昭和期には福岡市と北九州市の二極を中心に人口が分散していたが、平成以降は福岡市とその周辺地域の人口増が著しい一方で北九州市を含めたその他の地域は減少が進んでおり、一極集中の傾向が徐々に強まっている。

福岡県市町村人口増減率分布図（2005年度と2010年度国勢調査から算出）
増加
10.0 % 以上
7.5 - 9.99 %
5.0 - 7.49 %
2.5 - 4.99 %
0.0 - 2.49 %
減少
0.0 - 2.5 %
2.5 - 5.0 %
5.0 - 7.5 %
7.5 - 10.0 %
10.0 % 以上

| 増加 10.0 % 以上 7.5 - 9.99 % 5.0 - 7.49 % 2.5 - 4.99 % 0.0 - 2.49 % | 減少 0.0 - 2.5 % 2.5 - 5.0 % 5.0 - 7.5 % 7.5 - 10.0 % 10.0 % 以上 |

| |                                        |  |
| 福岡県と全国の年齢別人口分布（2005年） | 福岡県の年齢・男女別人口分布（2005年） |  |
| ■紫色 ― 福岡県 ■緑色 ― 日本全国 | ■青色 ― 男性 ■赤色 ― 女性              |  |
| 福岡県（に相当する地域）の人口の推移 \| 1970年（昭和45年） \| 4,027,416人 \| \| \| 1975年（昭和50年） \| 4,292,963人 \| \| \| 1980年（昭和55年） \| 4,553,461人 \| \| \| 1985年（昭和60年） \| 4,719,259人 \| \| \| 1990年（平成2年） \| 4,811,050人 \| \| \| 1995年（平成7年） \| 4,933,393人 \| \| \| 2000年（平成12年） \| 5,015,699人 \| \| \| 2005年（平成17年） \| 5,049,908人 \| \| \| 2010年（平成22年） \| 5,071,968人 \| \| \| 2015年（平成27年） \| 5,101,556人 \| \| \| 2020年（令和2年） \| 5,135,214人 \| \| |                                        |  |
| 総務省統計局 国勢調査より |                                        |  |
| 1970年（昭和45年） | 4,027,416人                            |  |
| 1975年（昭和50年） | 4,292,963人                            |  |
| 1980年（昭和55年） | 4,553,461人                            |  |
| 1985年（昭和60年） | 4,719,259人                            |  |
| 1990年（平成2年） | 4,811,050人                            |  |
| 1995年（平成7年） | 4,933,393人                            |  |
| 2000年（平成12年） | 5,015,699人                            |  |
| 2005年（平成17年） | 5,049,908人                            |  |
| 2010年（平成22年） | 5,071,968人                            |  |
| 2015年（平成27年） | 5,101,556人                            |  |
| 2020年（令和2年） | 5,135,214人                            |  |

### 福岡県人口動態
2024年現在は微減で推移している。1960年(昭和35年)時点での人口は400万人を抱えており、これは東京都、大阪府、北海道、愛知県に次ぐ5位の規模であった。高度経済成長期は自然増加分を超える、当時の人口の1%に相当する年間4万人近い大幅な社会減少が続き人口は400万人を割り込むなど低迷した。1974年のオイルショック以降は三大都市圏への人口流失は収まり九州の中心としての地位も確立され、自然動態・社会動態共にプラスで人口増加が続いた。1999年に人口が500万人を突破してから微増が20年近く続いている。2000年以降は自然動態の悪化分を補うように社会増加が年々増えており人口増加率の落ち込みは見られず、社人研の将来推計人口においても福岡県の人口は上方修正されている。
| 実施年 | 人口（人） | 増減人口（人） | 人口増減率(%) | 国内増減率(%) | 増加率全国順位 |
| ------ | ---------- | -------------- | ------------- | ------------- | -------------- |
| 1960年 | 4,006,679  | -              | -             | -             | -              |
| 1965年 | 3,964,611  | 42,068         | 1.05          | 5.20          | 26位           |
| 1970年 | 4,027,416  | 62,805         | 1.58          | 5.54          | 21位           |
| 1975年 | 4,292,963  | 265,547        | 6.59          | 7.92          | 17位           |
| 1980年 | 4,553,461  | 260,498        | 6.07          | 4.57          | 10位           |
| 1985年 | 4,719,259  | 165,798        | 3.64          | 3.40          | 13位           |
| 1990年 | 4,811,050  | 91,791         | 1.94          | 2.12          | 16位           |
| 1995年 | 4,933,393  | 122,343        | 2.54          | 1.58          | 13位           |
| 2000年 | 5,015,699  | 82,306         | 1.67          | 1.08          | 9位            |
| 2005年 | 5,049,968  | 34,269         | 0.68          | 0.66          | 9位            |
| 2010年 | 5,071,968  | 22,000         | 0.44          | 0.23          | 9位            |
| 2015年 | 5,101,556  | 29,588         | 0.58          | 0.75          | 6位            |
| 2020年 | 5,135,214  | 33,658         | 0.66          | 0.75          | 7位            |

## 政治

### 県政

#### 県知事
- 服部誠太郎（2期目）
- 任期：2029年4月10日
- 歴代知事は福岡県知事一覧を参照

### 組織
- 福岡県庁を参照
- 福岡県庁舎を参照

#### 県議会
- 定数：87人
- 任期：2027年4月29日
- 詳細は福岡県議会を参照

### 国政
- 衆議院（小選挙区制11選挙区、比例九州ブロック）
- 参議院（福岡県選挙区）

#### 裁判所
高等裁判所
- 福岡高等裁判所

地方裁判所・家庭裁判所
- 福岡地方裁判所・福岡家庭裁判所
  - 小倉支部
  - 行橋支部
  - 飯塚支部
  - 直方支部
  - 田川支部
  - 久留米支部
  - 柳川支部
  - 大牟田支部
  - 八女支部

簡易裁判所

| - 福岡簡易裁判所 - 宗像簡易裁判所 - 甘木簡易裁判所 | - 小倉簡易裁判所 - 折尾簡易裁判所 - 行橋簡易裁判所 | - 飯塚簡易裁判所 - 直方簡易裁判所 - 田川簡易裁判所 | - 久留米簡易裁判所 - 柳川簡易裁判所 - 大牟田簡易裁判所 - 八女簡易裁判所 - うきは簡易裁判所 |

#### 検察庁
高等検察庁
- 福岡高等検察庁

地方検察庁
- 福岡地方検察庁
  - 飯塚支部
  - 直方支部
  - 久留米支部
  - 柳川支部
  - 大牟田支部
  - 八女支部
  - 小倉支部
  - 行橋支部
  - 田川支部

#### 検察審査会
- 福岡第一
- 福岡第二
- 飯塚
- 久留米
- 柳川
- 小倉

#### 法務局
- 福岡法務局 - 西新出張所・粕屋出張所・福間出張所
  - 筑紫支局
  - 朝倉支局
  - 飯塚支局
  - 直方支局
  - 久留米支局 - うきは法務局証明サービスセンター
  - 柳川支局 - 大牟田法務局証明サービスセンター
  - 八女支局
  - 北九州支局 - 八幡出張所
  - 行橋支局
  - 田川支局

#### 自衛隊

##### 陸上自衛隊
- 小倉駐屯地（北九州市小倉南区）
  - 富野分屯地（北九州市小倉北区）
- 福岡駐屯地（春日市）
- 春日駐屯地（春日市）
- 小郡駐屯地（小郡市）
- 飯塚駐屯地（飯塚市）
- 久留米駐屯地（久留米市）

防衛大臣直轄機関
- 前川原駐屯地（久留米市）

##### 航空自衛隊
- 春日基地（春日市）
  - 高良台分屯基地（福岡県久留米市）
- 芦屋基地（遠賀郡芦屋町・岡垣町）
- 築城基地（行橋市・築上郡築上町・京都郡みやこ町）

## 経済・産業

### 証券取引所
- 福岡証券取引所
  - Q-Board

### 日本銀行
- 福岡支店
- 北九州支店

### 福岡県に本店がある金融機関
| - 福岡銀行（FFG） - 福岡中央銀行（FFG） - 西日本シティ銀行（西日本FH） - 筑邦銀行 - 北九州銀行 | - 福岡信用金庫 - 福岡ひびき信用金庫 - 大牟田柳川信用金庫 - 筑後信用金庫 - 飯塚信用金庫 | - 田川信用金庫 - 大川信用金庫 - 遠賀信用金庫 - 九州労働金庫 | - 福岡県庁信用組合 - 福岡県医師信用組合 - 福岡県信用組合 |

### 経済団体
- 九州経済連合会
- 福岡経済同友会
- 福岡商工会議所
- 北九州商工会議所
- 互友会

### 産業
福岡県の平成28年度の県内総生産は約19兆円で、全国8位。

#### 第1次産業

##### 農業
農業産出額では全国16位と、いわゆる農業県ではないが、種苗・苗木などの産出額が日本一であるほか、「博多とよのか」や「あまおう」ブランドに代表される、産出額全国2位の苺、同じく全国2位の小麦、同じく3位の菊などが主要産品である。また、「ひのひかり」「夢つくし」「つくしろまん」などの県産米も生産されている。「博多万能ねぎ」と呼ばれる小ねぎも県の特産品として全国的なブランドになっている。

##### 水産業
北に玄界灘・響灘、東に周防灘、南西に有明海があり、玄界灘・響灘では、鯖、鯵、イカ、ヒラメ、フグなど、周防灘ではカレイ、ヒラメ、クルマエビ、ワタリガニやカキなどの貝類、有明海では海苔養殖が主力で、その他有明海特有の魚介類なども水揚げされている。

##### 林業
2003年（平成15年）度現在、223,222haの森林面積があり、その58%が人工林、天然林は20.3%である。（出典：福岡県林政課「森林・林業白書」）

#### 第2次産業

##### 鉱業
筑豊地区に筑豊炭田が、粕屋地区に糟屋炭田が、大牟田地区に三池炭田があり、明治から昭和の高度成長期のころまでこれらの炭田地域に炭鉱が数多く存在し、多くの石炭が採掘され活況を呈した。
しかし、1960年代に国内の主要エネルギーが石炭から石油へと転換すると炭鉱の閉山が相次ぎ、1970年代までに筑豊炭田と糟屋炭田の炭鉱はすべて閉山し、最後に残った三井三池炭鉱も1997年（平成9年）に閉山して福岡県内から炭鉱が消滅した。
筑豊東部の田川市船尾地区や香春町の香春岳などで石灰石が採掘されている。

##### 工業
工業都市北九州市では、官営製鐵所（現・日本製鉄八幡製鐵所）を中心に鉄鋼業・製造業が盛んになり、出光商会（現・出光興産）、戸畑鋳物（プロテリアル、日産自動車の源流企業）や浅野小倉製鋼（現・日本製鉄八幡製鐵所小倉地区）など多くの企業や工場が集積し北九州工業地帯と呼ばれるまでに発展した。
その後、エネルギー資源の転換や、東アジアの素材産業への台頭により、産業構造の転換が求められてきている。現在でも北九州市にはTOTOや安川電機などの大手製造メーカーの本社がある。
ブリヂストンの創業地である久留米市はゴム製品の製造が盛んで、他にもムーンスター、アサヒコーポレーションと、ゴム加工品メーカーの工場が多く所在している。
かつて三池炭鉱で産出される石炭を背景に石炭化学工業が栄えた大牟田市には、三井化学を中心とした三井グループをはじめ、関東化学などの化学工業を中心とした工場があるほか、最近では環境リサイクル産業関連の工場が進出している。
筑豊地域では炭鉱が閉山したのち、工業団地を造成し工場の誘致を進めており、トヨタ自動車九州（宮若市）や麻生グループ（本社：飯塚市）の拠点がある。
福岡県では、愛知県に次ぐ自動車製造拠点にする構想を推進しており、現在日産自動車の子会社である日産自動車九州・日産車体九州と、トヨタ自動車の子会社であるトヨタ自動車九州の3社が車両製造工場を操業している。
2005年（平成17年）には苅田町にトヨタ自動車九州のエンジン工場が操業を開始し、2008年（平成20年）には北九州市にトヨタ自動車九州の部品工場が操業開始したほか、久留米市にもダイハツ工業の子会社であるダイハツ九州のエンジン工場が進出した。
また、九州はシリコンアイランドと呼ばれるように多くの半導体製造工場があるが、行橋市や宮若市にもローム福岡や東芝LSIの工場がある。

##### 建設業
中央資本の大手ゼネコンが主流だが、九電工（本社：福岡市）など、売上高2,000億円を超える企業もある。
その他、数多くの中小建設業者がおり、県内総生産では、約1兆円の規模である。

#### 第3次産業
福岡県内における第3次産業が全産業に占めるシェアは80%と極めて高い。

##### 商業
福岡県における商業は福岡市を中心に、九州・沖縄全域に発展しており、九州・沖縄において福岡県の占める割合は、事業所数33.2%、従業者数37.9%、年間商品販売額51.9%であり、特に卸売業の年間商品販売額においては、約6割のシェアを占めている。小売業では福岡・天神など九州最大の商業集積地を有しており、近年の商業施設の充実や高速道路網の整備などもあって、福岡都市圏の消費マーケットは九州・山口全体を商圏とする規模にまで拡大している。また、都市部郊外にはショッピングセンターも増え、都心部との競争も激しくなっている。九州地域における福岡県の販売額は大きい。

##### 金融業
福岡銀行や西日本シティ銀行など福岡市に本店を置く地銀があり、ともに、九州全域に支店網がある。
福岡銀行は、ふくおかフィナンシャルグループ（本社:福岡市）に属しており、同グループの主要子会社は、他に、熊本銀行（旧:熊本ファミリー銀行）、十八親和銀行 、福岡中央銀行 がある。また、同グループは総資産で横浜銀行を抜き、地銀トップである。
西日本シティ銀行は、福岡銀行とほぼ同等の規模を保っており、子会社に長崎銀行、福岡地所、九州カード、九州リース がある。
また、2011年（平成23年）10月3日には九州内にある山口銀行の支店網を引き継ぐ形で、新しく北九州銀行（本店:北九州市）が山口フィナンシャルグループによって設立された。
その他、筑邦銀行（本店:久留米市）があり、信用金庫などは地域単位で存在する。中央銀行である日本銀行福岡支店は九州・沖縄8県の取りまとめも行っており、定期的に「九州短観」を発表している。

##### 不動産業
キャナルシティ博多や、マリノアシティ福岡、リバーウォーク北九州などの複合商業施設を手がける九州最大の（デベロッパー）である福岡地所（本社:福岡市）などの不動産会社が知られる。また、東京や大阪など県外に本社がある業者も支社を多く置いており、オフィスや住宅の開発などを積極的に展開している。

##### サービス業
情報通信業では、ITソフトウェア関連のサービス業が伸びており、その多くが福岡市内に集積している。また最近では、自動車産業の北部九州への進出とは別に、ソフトウェアや設計を専門とする系列企業の福岡市への進出が進んでいる。すでに、トヨタ自動車、日産自動車、ダイハツの各関連企業の進出が決定しているが、福岡市への開設の理由として、情報網や交通網の充実に加え、九州大学など県内の工学系学生の大半が同市に集中していて、優秀な人材に恵まれていることが挙げられる。
現在、福岡県内では将来に向けて学術研究機能・産業機能の高度化を積極的に取り組んでおり、北九州学術研究都市や九州学術研究都市構想計画などがある。また、産官学連携による財団法人北九州産業学術推進機構や九州大学学術研究都市推進機構を設立し、北九州市若松区ひびきのや福岡市西区の伊都キャンパスを中心に、「知的クラスター」造りの構想があり、新産業の展開を目指している。

#### 県内に拠点事業所のある主要企業

##### 県内に本社を置く企業
| 門司区 - 阪九フェリー | 若松区 - シャボン玉石けん |

| - ゼンリン - 第一交通産業 - TOTO |

| - スターフライヤー - タカギ |

| - かば田食品 - 黒崎播磨 - デンソー九州 | - 三井ハイテック - 安川電機 - YE DIGITAL |

| - かねふく - コカ・コーラボトラーズジャパンホールディングス（本店） - トライアル | - やまやコミュニケーションズ - ミスターマックス |

| - アプライド - イオン九州 - ウエスト - 九州旅客鉄道（JR九州） - コスモス薬品 - 西部ガスホールディングス - ワールドホールディングス | - サイバーコネクトツー - サニックス - TVQ九州放送 - 西日本鉄道 - 日本タングステン - はせがわ | - ふくや - プレナス - ベスト電器 - LINEヤフーコミュニケーションズ - 楽天KC - ロイヤルホールディングス |

| - 応研 - ガンバリオン - キューサイ - 九州朝日放送 - 九州電力 - 西日本新聞社 | - ピエトロ - 福岡ソフトバンクホークス - 福岡放送 - 読売新聞西部本社 - レベルファイブ |

| - 九電工 - ひよ子 - やずや |

| - RKB毎日放送 - テレビ西日本 |

| - マルタイ |

| 久留米市 - アサヒシューズ - 梅の花 - ビコム - 丸永製菓 - ムーンスター 直方市 - もち吉 田川市 - 松尾製菓 飯塚市 - 麻生 - 一番食品 - 千鳥屋 嘉麻市 - ロケット石鹸 行橋市 - ローム福岡 大野城市 - 悠香 - リョーユーパン | 宗像市 - テムザック 宮若市 - トヨタ自動車九州 みやま市 - 八ちゃん堂 朝倉市 - ドラッグストアモリ 新宮町 - フランソア - 矢野特殊自動車 |

##### 県内に拠点を置く企業（上記を除く）
- 熊本製粉（福岡市東区）
- 三井製糖（福岡市東区）
- お菓子の香梅 (福岡市南区)
- アサヒビール（福岡市博多区）
- パナソニック システムネットワークス（福岡市博多区）
- ドリーム・アーツ沖縄（福岡市博多区）
- 朝日プリンテック（太宰府市）
- 西日本旅客鉄道（那珂川市）
- 麒麟麦酒（朝倉市）

- 大森屋（柳川市・広川町）
- 三井金属鉱業（大牟田市）
- 関東化学（大牟田市）
- ダイハツ九州（久留米市）
- ニコニコのり（みやま市）
- ブリヂストン（久留米市）
- 三井化学（大牟田市）
- 明治 (企業)（八女市）
- I-PEX（小郡市）

- 日本製鉄八幡製鐵所（北九州市戸畑区・八幡東区・小倉北区）
- 日鉄ケミカル&マテリアル九州製造所（北九州市戸畑区）
- すかいらーく北九州マーチャンダイジングセンター（北九州市若松区）
- エステー九州工場（北九州市門司区）
- 三菱ケミカル黒崎事業所（北九州市八幡西区）
- 東京製鐵九州工場（北九州市若松区）
- 東邦チタニウム八幡工場・若松工場（北九州市八幡東区・若松区）
- ブリヂストン北九州工場（北九州市若松区）
- 日産自動車九州工場（京都郡苅田町）
- 三菱マテリアル九州工場（京都郡苅田町）

- タカラスタンダード（鞍手郡鞍手町）

#### 県内を発祥の一つとする企業
- ソフトバンク（福岡市博多区）
- 日本製鉄（北九州市八幡東区）
  - 官営八幡製鐵所を起源とする
- 出光興産（北九州市門司区）
- ブリヂストン（久留米市）
  - アサヒシューズの前身である日本足袋株式会社のタイヤ部から独立
- チロルチョコ（田川市）
  - 「松尾製菓」を起源とし、2004年（平成16年）に企画・販売部門をチロルチョコ株式会社（本社は東京都千代田区）に分離した。現在も松尾製菓が製品を製造する。
- 田辺三菱製薬（築上郡吉富町）
  - 「吉富製薬」を起源とする
- プロテリアル（北九州市戸畑区）
  - 「戸畑鋳物」を起源とする
- 若築建設（北九州市若松区）
- 三井鉱山（大牟田市）
  - 官営三池炭鉱の払い下げを起源とする
- タマホーム（筑後市）
  - 筑後市で創業された「筑後興産」の土木・建築・不動産事業を分社化して設立
- ヤクルト
  - 1935年（昭和10年）、福岡市で代田保護菌研究所のもとに製造・販売を開始

## 生活・交通

### 警察
福岡県警察
- 警察署
  - 福岡地方 - 中央、博多、東、南、早良、城南、西、博多臨港、福岡空港、糸島、宗像、粕屋、筑紫野、春日、朝倉
  - 北九州地方 - 門司、小倉北、小倉南、戸畑、若松、八幡東、八幡西、折尾、行橋、豊前
  - 筑豊地方 - 直方、飯塚、嘉麻、田川
  - 筑後地方 - 久留米、小郡、うきは、筑後、八女、柳川、大牟田
- 自動車運転免許試験場
  - 福岡自動車運転免許試験場
  - 北九州自動車運転免許試験場
  - 筑豊自動車運転免許試験場
  - 筑後自動車運転免許試験場
  - 渡辺通優良運転者免許更新センター（渡辺通ゴールド免許センター） - 2024年11月29日をもって業務終了[105]
  - 千代優良運転者免許更新センター（千代ゴールド免許センター） - 2024年12月16日業務開始[105]。
  - 黒崎優良運転者免許更新センター（黒崎ゴールド免許センター）

### 海上保安庁
第七管区海上保安本部（北九州市門司区）
- 門司海上保安部（北九州市門司区）
  - 苅田海上保安署（京都郡苅田町）
  - 小倉分室（北九州市小倉北区）
- 若松海上保安部（北九州市若松区）
- 福岡海上保安部（福岡市博多区）
- 三池海上保安部（大牟田市）
- 関門海峡海上交通センター（北九州市門司区）
- 北九州航空基地（北九州市小倉南区）
- 第七管区情報通信管理センター（北九州市門司区）

### 交通

#### 空港
福岡空港は日本西部地域の拠点と位置づけられているが、需要が逼迫しているため、今後のあり方について検討が進められている。その避難先としても期待される北九州空港は国内でも数少ない24時間常時運用空港。いずれも国直営の第二種空港として指定されている重要な空港である。
- 福岡空港
- 北九州空港

#### 鉄道
旅客輸送を行っている鉄道を記す。中心となる駅はJRは博多駅で、私鉄は西鉄福岡（天神）駅となる。駅一覧は各路線の項目を参照。

| - 西日本旅客鉄道（JR西日本） - 山陽新幹線 - 博多南線 - 九州旅客鉄道（JR九州） - 九州新幹線 - 鹿児島本線 - 久大本線 - 日豊本線 - 筑豊本線 - 香椎線 - 篠栗線 - 筑肥線 - 日田彦山線 - 後藤寺線 | - 西日本鉄道（西鉄） - 天神大牟田線 - 太宰府線 - 甘木線 - 貝塚線 - 筑豊電気鉄道 - 筑豊電気鉄道線 - 福岡市交通局（福岡市地下鉄） - 空港線 - 箱崎線 - 七隈線 | - 北九州高速鉄道（北九州モノレール） - 小倉線 - 甘木鉄道 - 甘木線 - 平成筑豊鉄道 - 伊田線 - 糸田線 - 田川線 - 門司港レトロ観光線 - 皿倉登山鉄道 - 皿倉山ケーブルカー - 英彦山花園スロープカー |

#### 道路
- 高規格幹線道路
  - （A路線） 関門橋、九州自動車道、東九州自動車道、大分自動車道
  - （A'路線） 椎田道路（東九州道、国道10号）
  - （B路線） 西九州自動車道（福岡前原有料道路）（国道497号）
- 地域高規格道路
  - （有料） 福岡都市高速道路、北九州都市高速道路
  - （無料） 黒崎道路（国道3号）、有明海沿岸道路（国道208号）、新北九州空港道路（県道245号）、下到津ランプ連絡道路（北九州市道）、新若戸道路（北九州市道安瀬戸畑1号線）、若戸大橋（国道199号）[注釈 5]
- その他の有料道路
  - 関門トンネル（国道2号）
  - 八木山バイパス（国道201号）：2025年（令和7年）3月30日に再有料化。
- 無料開放された道路
  - 鳥栖筑紫野道路（福岡県道17号）：2007年（平成19年）5月9日より無料化。
  - 二丈浜玉道路（国道202号）：2013年（平成25年）4月1日より無料化。
  - 冷水道路（国道200号）：2016年（平成28年）5月15日より無料化[106][107]。
- 国道
  - 国道2号、国道3号、国道10号、国道198号、国道199号、国道200号、国道201号、国道202号、国道208号、国道209号、国道210号、国道211号、国道263号、国道264号、国道322号、国道325号、国道385号、国道386号、国道389号、国道442号、国道443号、国道495号、国道496号、国道497号、国道500号、国道501号
- 県道
  - 福岡県の県道一覧

##### 道の駅
- 原鶴（朝倉市）：国道386号
- 豊前おこしかけ（豊前市）：国道10号
- 小石原（朝倉郡東峰村）：国道211号
- しんよしとみ（築上郡上毛町）：国道10号
- うきは（うきは市）：国道210号
- おおむた（大牟田市）：熊本県道・福岡県道10号南関大牟田北線
- たちばな（八女市）：国道3号
- うすい（嘉麻市）：福岡県道90号穂波嘉穂線
- 歓遊舎ひこさん（田川郡添田町）：福岡県道52号八女香春線
- むなかた（宗像市）：国道495号
- くるめ（久留米市）：国道210号
- 香春（田川郡香春町）：国道201号
- おおき（三潴郡大木町）：国道442号
- おおとう桜街道（田川郡大任町）：福岡県道52号八女香春線
- みやま（みやま市）：国道443号
- いとだ（田川郡糸田町）：国道201号
- 筑前みなみの里（朝倉郡筑前町）：福岡県道597号三箇山山隈線

#### 航路

##### 重要港湾
- 北九州港（特定重要港湾）
- 博多港（特定重要港湾）
- 苅田港
- 三池港

##### 旅客航路網
離島航路、同一市町村内の航路
- 姪浜 - 能古島（福岡市港湾局）
- 姪浜 - 小呂島（福岡市港湾局）
- 博多 - 玄界島（福岡市港湾局）
- 博多 - 海の中道 - 西戸崎 - 志賀島（福岡市港湾局）
- 岐志 - 姫島（糸島市地域振興課）
- 新宮 - 相島（新宮町産業課）
- 神湊 - 地島（宗像市渡船課）
- 神湊 - 大島（宗像市渡船課）
- 若松 - 戸畑（北九州市渡船事業所） - 若戸渡船
- 小倉 - 馬島 - 藍島（北九州市渡船事業所）
- ももち - 海の中道（安田産業汽船）

福岡県外への航路（長距離フェリー以外）
- 西海岸（門司） - 唐戸（下関）（関門汽船）
- 博多 - 壱岐 - 対馬（九州郵船）
- 天神北（須崎） - 壱岐 - 対馬（壱岐・対馬フェリー）
- 博多 - 生月島 - 五島列島（野母商船）
- 三池（大牟田） - 島原（やまさ海運）
- 小倉 - 松山（松山・小倉フェリー）

長距離フェリー
- 新門司 - 神戸・泉大津（阪九フェリー）
- 新門司 - 大阪南港（名門大洋フェリー）
- 新門司 - 横須賀（東京九州フェリー）
- 新門司 - 徳島 - 東京（オーシャン東九フェリー）

国際航路（韓国・釜山広域市への航路）
- 博多 - 釜山（JR九州高速船「ビートル」、未来高速海運「コビー」）
- 博多 - 釜山（カメリアライン）

#### バス
一般路線バスを運行する事業者を以下に記載する。運行市町村は各社の項目を参照。高速バスのみ、コミュニティバスなどの受託のみの運行事業者は除く
- 西鉄バス（西日本鉄道グループ各社）
- JR九州バス
- 北九州市交通局
- 昭和バス
- 堀川バス
- 甘木観光バス
- 太陽交通
- 姪浜タクシー
- ロイヤルバス

また、上記以外のものは下のリンクを参照。
- 福岡県内の乗合バス事業者一覧
- 福岡県内の貸切バス事業者一覧

県内バス輸送人員(年間)
- 2012年 2億8061万3000人

東京、神奈川、大阪に次ぐ多くの利用がある。

### 医療・福祉
災害拠点病院
- 福岡県災害拠点病院

保育所
- 福岡県保育所一覧

### 教育

#### 大学
国立
- 九州大学（福岡市・春日市・大野城市・糸島市）
- 九州工業大学（北九州市・飯塚市）
- 福岡教育大学（宗像市）

公立
- 福岡県立大学（田川市）
- 福岡女子大学（福岡市・県立）
- 九州歯科大学（北九州市・県立）
- 北九州市立大学（北九州市）

私立

| 福岡地域 - 西南学院大学（福岡市） - 福岡大学（福岡市） - 九州産業大学（福岡市） - 福岡工業大学（福岡市） - 福岡歯科大学（福岡市） - 福岡看護大学（福岡市） - 福岡女学院大学（福岡市） - 福岡女学院看護大学（福岡市） - 福岡国際医療福祉大学（福岡市） - 国際医療福祉大学福岡看護学部（福岡市） - 中村学園大学（福岡市） - 第一薬科大学（福岡市） - 純真学園大学（福岡市） - サイバー大学（福岡市） - 九州情報大学（太宰府市） - 筑紫女学園大学（太宰府市） - 日本経済大学（太宰府市） - 日本赤十字九州国際看護大学（宗像市） 筑豊地域 - 近畿大学産業理工学部（飯塚市） | 北九州地域 - 早稲田大学北九州キャンパス（北九州市） - 九州栄養福祉大学（北九州市） - 九州共立大学（北九州市） - 九州国際大学（北九州市） - 産業医科大学（北九州市） - 九州女子大学（北九州市） - 西南女学院大学（北九州市） - 西日本工業大学（北九州市・苅田町） 筑後地域 - 久留米大学（久留米市） - 久留米工業大学（久留米市） - 聖マリア学院大学（久留米市） - 帝京大学福岡医療技術学部（大牟田市） - 国際医療福祉大学福岡保健医療学部（大川市） |

#### 短期大学
私立

| 福岡地域 - 九州産業大学造形短期大学部 (福岡市） - 福岡工業大学短期大学部（福岡市） - 精華女子短期大学（福岡市） - 香蘭女子短期大学（福岡市） - 福岡女学院大学短期大学部（福岡市） - 西日本短期大学（福岡市） - 中村学園大学短期大学部（福岡市） - 福岡医療短期大学（福岡市） - 純真短期大学（福岡市） - 福岡女子短期大学（太宰府市） - 福岡こども短期大学（太宰府市） | 北九州地域 - 折尾愛真短期大学（北九州市） - 東筑紫短期大学（北九州市） - 九州女子短期大学（北九州市） - 西南女学院大学短期大学部（北九州市） 筑後地域 - 久留米信愛女学院短期大学（久留米市） - 九州大谷短期大学（筑後市） 筑豊地域 - 近畿大学九州短期大学（飯塚市） |

#### 通信制大学
私立
- 放送大学 福岡学習センター（春日市）

#### 高等専門学校
国立
- 北九州工業高等専門学校（北九州市）
- 久留米工業高等専門学校（久留米市）
- 有明工業高等専門学校（大牟田市）

#### 専修学校
- 福岡県専修学校一覧

#### 特別支援学校
- 福岡県特別支援学校一覧

#### 高等学校・中学校・小学校・幼稚園
以下の一覧記事を参照。
- 福岡県高等学校一覧
- 福岡県中学校一覧
- 福岡県小学校一覧
- 福岡県幼稚園一覧

#### 社会教育施設
- 国立夜須高原青少年自然の家（朝倉郡筑前町）
- 社会教育総合センター（糟屋郡篠栗町）
- 英彦山青年の家（田川郡添田町）
- 少年自然の家「玄海の家」（宗像市）
- 福岡県青少年科学館（久留米市）

### マスメディア

#### 通信社
- 共同通信
- 時事通信

共同・時事、ともに福岡市に支社を構え県内各地に支局などがある。

#### 日刊新聞
ブロック紙
- 西日本新聞社（福岡市）

全国紙
- 読売新聞西部本社（福岡市）
  - 福岡ふかぼりメディア ささっとー
- 朝日新聞西部本社（北九州市）
  - 朝日新聞福岡本部（福岡市）
- 毎日新聞西部本社（北九州市）
  - 毎日新聞福岡本部（福岡市）
- 日本経済新聞西部支社（福岡市）
- 産経新聞西部本部（福岡市）

地域紙
- 有明新報（大牟田市）
- 糸島新聞（糸島市）

朝日・毎日は福岡都市圏周辺地域の販路拡大・取材拠点拡充などのため「福岡本部」も併設されている（朝日新聞は編集・製作などはここで行っているため、福岡市が実質的な本社化されている）。読売も元は北九州市にあったが、同様の理由でこちらは社屋を福岡市に移転し、北九州には総本部が設置された。西日本新聞は北九州都市圏での取材および営業機能強化などのため北九州支社を北九州本社に組織変更した。
産経新聞は西部本部（旧・九州・山口本部）（2009年（平成21年）4月発足。九州総局を兼務）が福岡市にある。2009年（平成21年）9月30日付までは締め切り時間の都合上、夕方18時締め切りの大阪本社発行の第6版を配送していたため大半の記事内容が1日遅れとなっていた。また、当時は販売店を持たないため、駅売りやコンビニエンスストアなどでの販売などはされておらず、西日本新聞（北九州地区を除く）と毎日新聞（北九州地区のみ）の販売店が委託販売だけをしていた。その後2009年（平成21年）10月1日付の紙面から毎日新聞西部本社の佐賀県鳥栖市の毎日新聞九州センター鳥栖印刷工場で産経新聞九州・山口特別版（紙面は東京本社版ベース）の委託印刷が行われ、駅・コンビニ売りの販売も始めた。
スポーツ紙
- 日刊スポーツ新聞西日本 西部本社（福岡市）
- スポーツニッポン新聞社 西部総局（福岡市）
- 西日本スポーツ（福岡市）
- スポーツ報知西部本社（福岡市）
- 九州スポーツ（福岡市） - 東京スポーツ新聞社傘下。編集は大阪府堺市堺区、印刷は北九州市小倉南区と佐賀県鳥栖市で行われている。

サンケイスポーツについては、産経新聞九州・山口特別版を創刊させた2009年（平成21年）10月1日以後も同本部自社による発行や現地印刷はしていないが、天神駅・博多駅・小倉駅ではお昼ごろから大阪本社発行版が売られている（中央競馬のみ西日本スポーツと提携して同じ内容を掲載していたが、2013年（平成25年）4月より中日スポーツと提携して同じ内容を掲載する事となった。）。また、夕刊紙の夕刊フジも同様で大阪本社発行の早版=A版が午後4時ごろから博多駅・天神駅・小倉駅など一部ターミナルの即売として発売されている。またSANKEI EXPRESS、フジサンケイ ビジネスアイについては九州では宅配・即売とも発売されていない。
九州スポーツは東京スポーツ系列であるが、夕刊紙としてではなく、朝刊紙として販売している。
日刊スポーツ西部本社は、読売西部本社に続いて、2007年（平成19年）に本社を北九州市から福岡市の朝日新聞福岡本部が入居するビルに移した。またスポーツニッポン西部本社も2010年（平成22年）に長らく本社を置いていた北九州市から福岡市の毎日新聞福岡本部が入居するビルに全面移転している。
またデイリースポーツも九州地区の発行拠点がないので、新聞販売店などでの宅配扱いは行われないが、近畿地方地域向けの新聞が福岡市・北九州市など一部ターミナルの即売として発売されている。

#### テレビ局
※KBC・RKB・FBSは佐賀県、TNCは山口県およびTVQは佐賀県と山口県、長崎県・熊本県および大分県も取材対象地域としている。
※デジタルテレビの親局送信所は福岡タワー。NHK北九州は皿倉山である。
- NHK福岡放送局（基幹放送局）
- NHK北九州放送局
  - 北海道以外の都府県で唯一、NHKが定期番組放送を行う複数の放送局を持っている県である。
- RKB毎日放送 (RKB)（JNN系列）
- 九州朝日放送 (KBC)（ANN系列）
- テレビ西日本 (TNC)（FNN／FNS系列）
- 福岡放送 (FBS)（NNN／NNS系列）
- TVQ九州放送 (TVQ)（TXN系列）

テレビ局舎外観
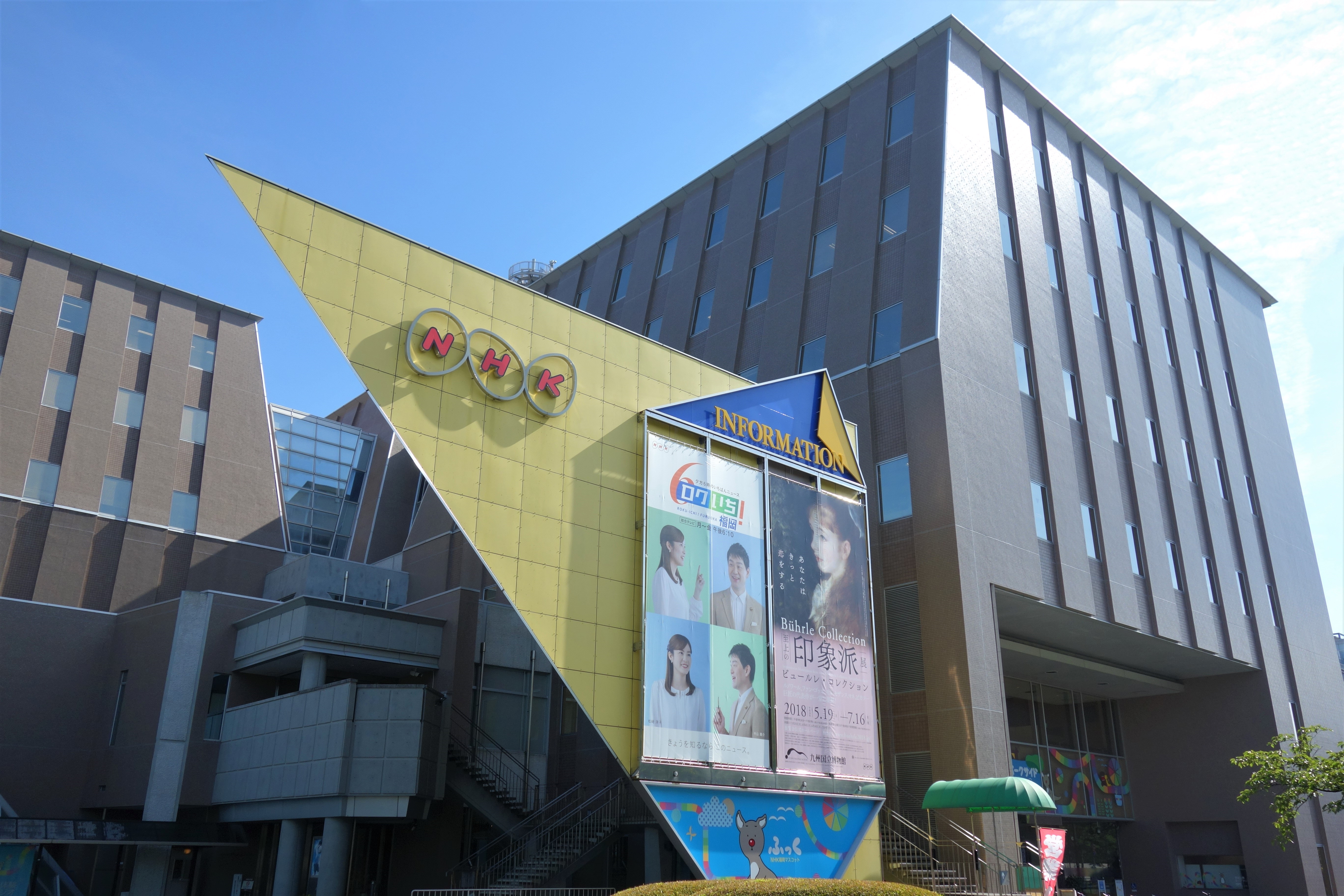
NHK福岡放送局 （福岡市中央区）
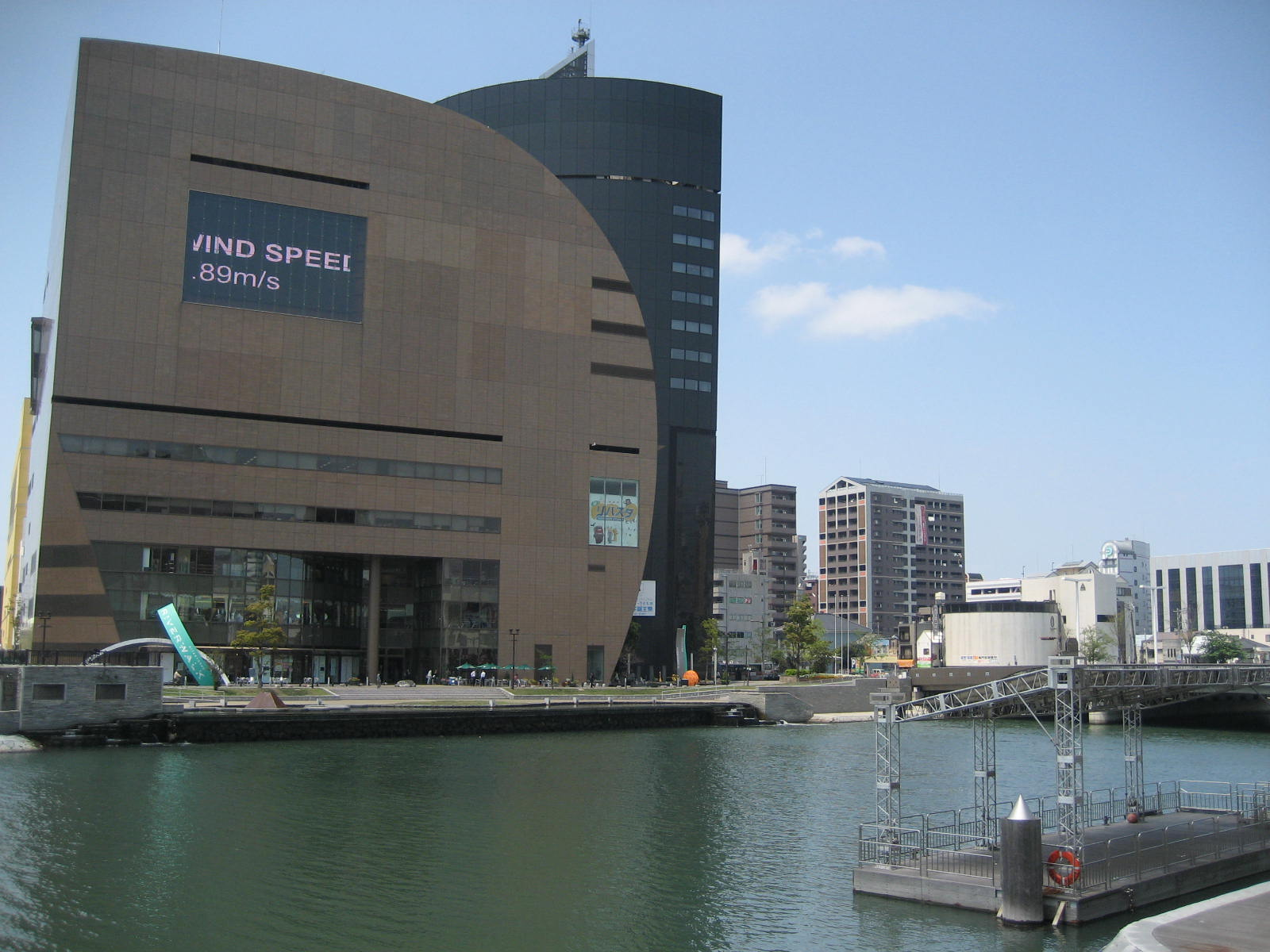
NHK北九州放送局（北九州市小倉北区）
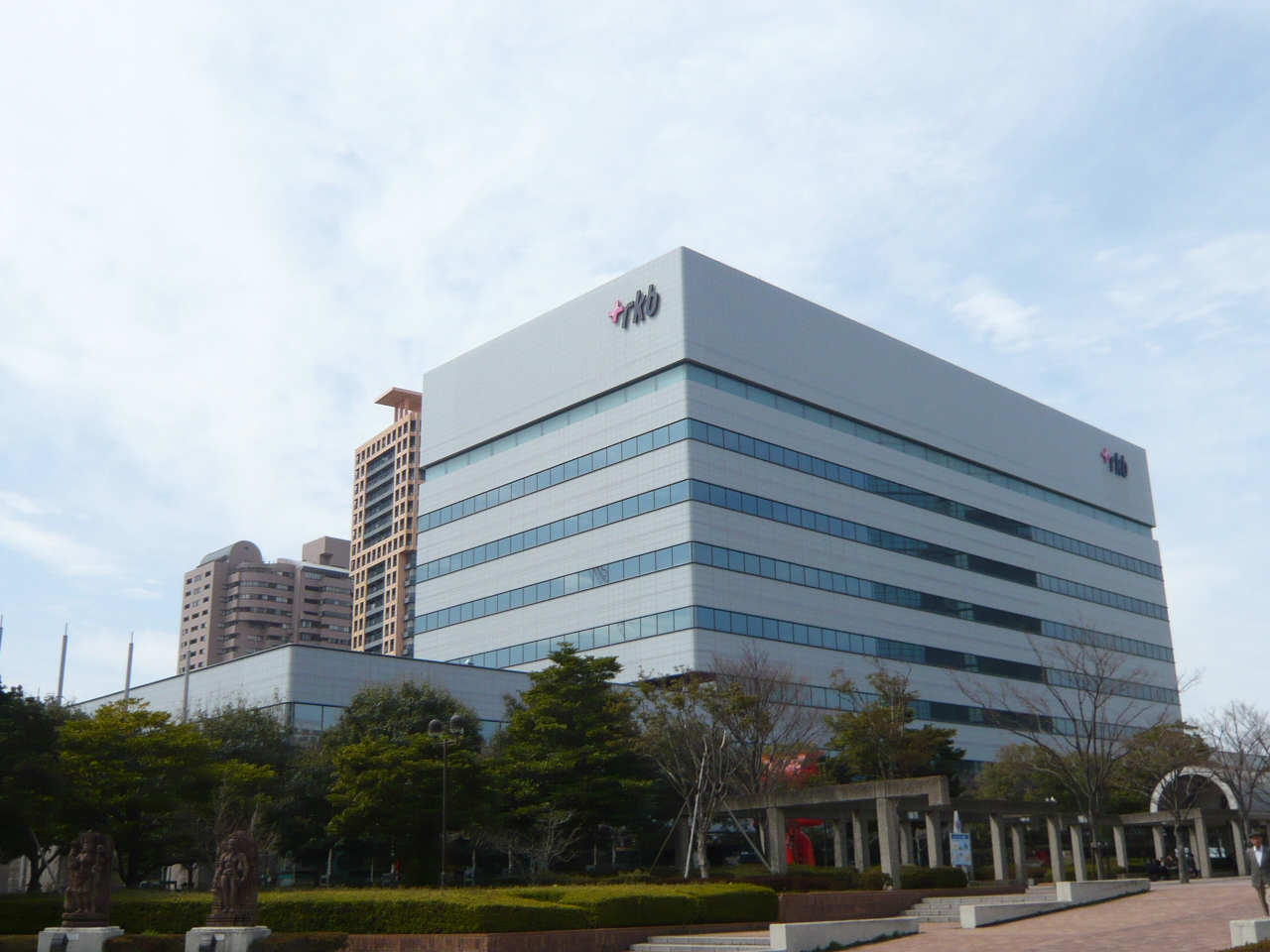
RKB毎日放送 (RKB) （福岡市早良区）
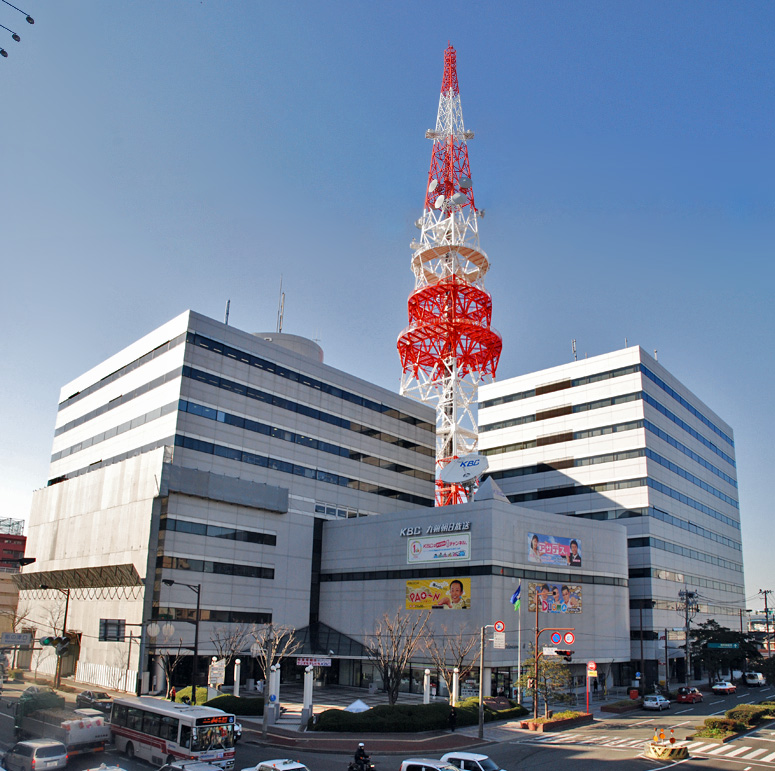
九州朝日放送 (KBC) （福岡市中央区）
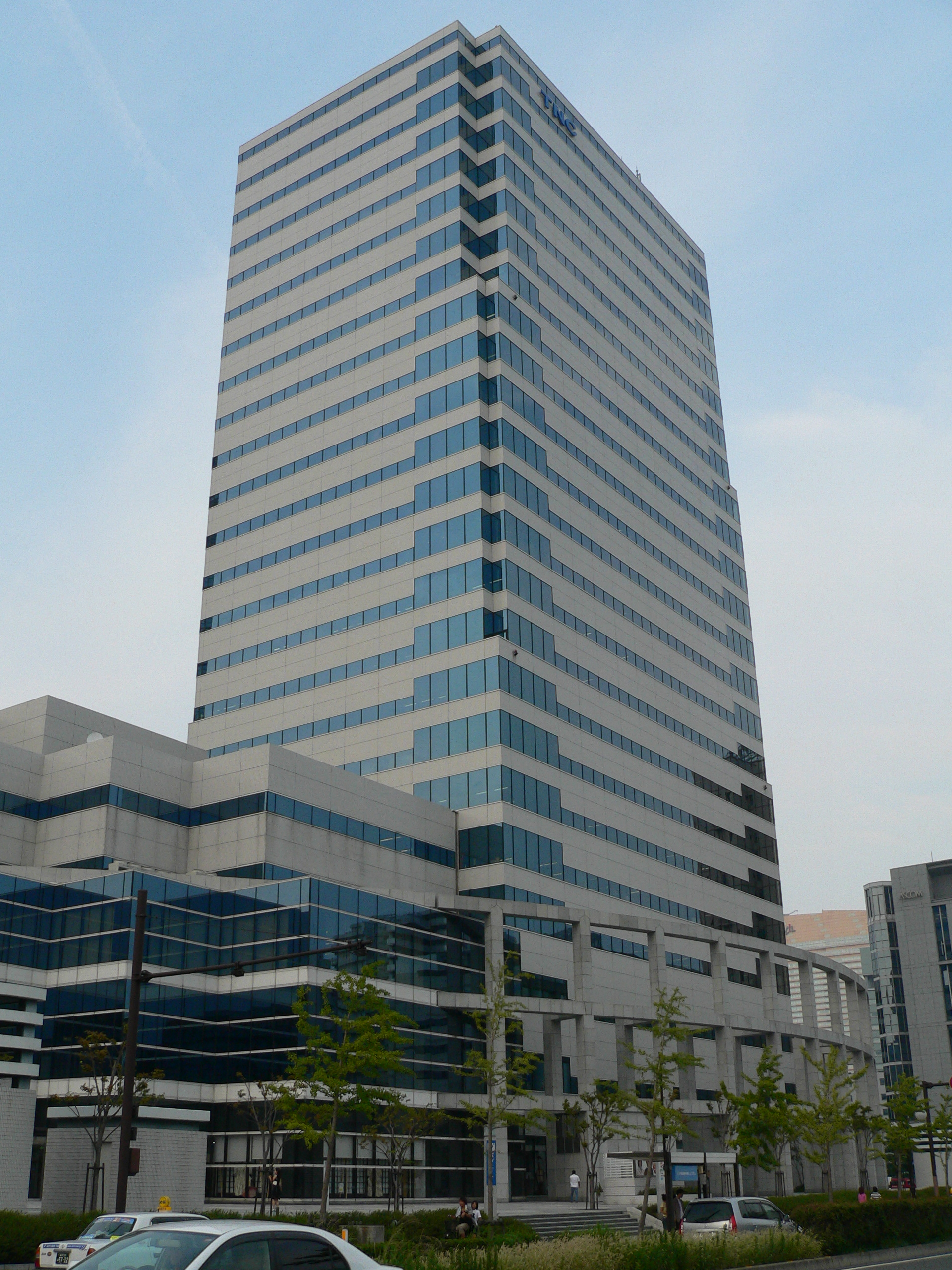
テレビ西日本 (TNC) （福岡市早良区）
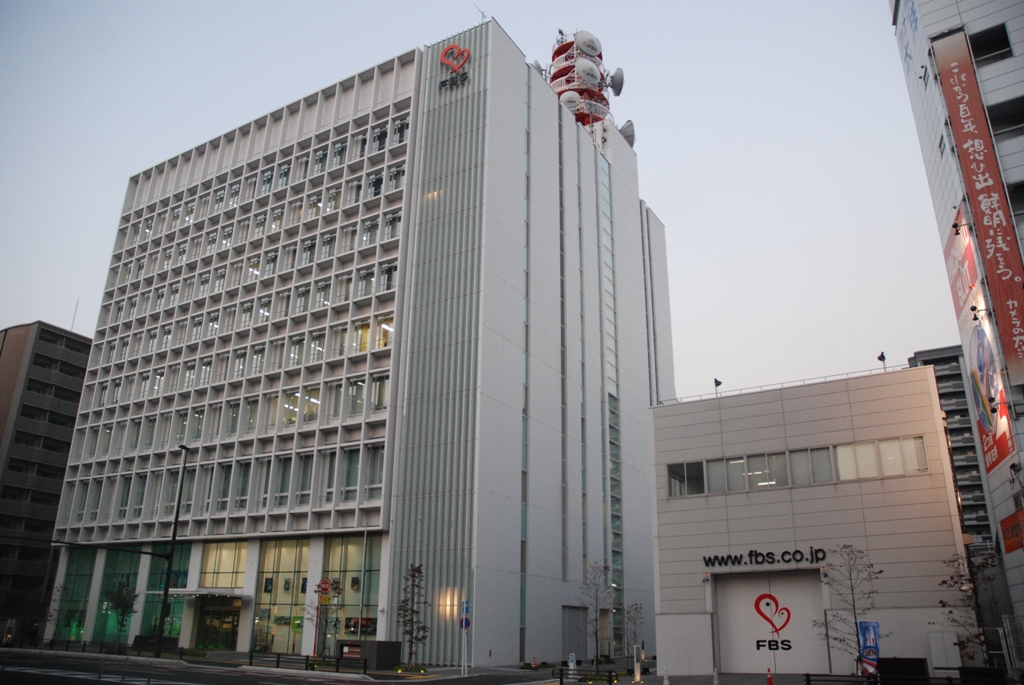
福岡放送 (FBS) （福岡市中央区）
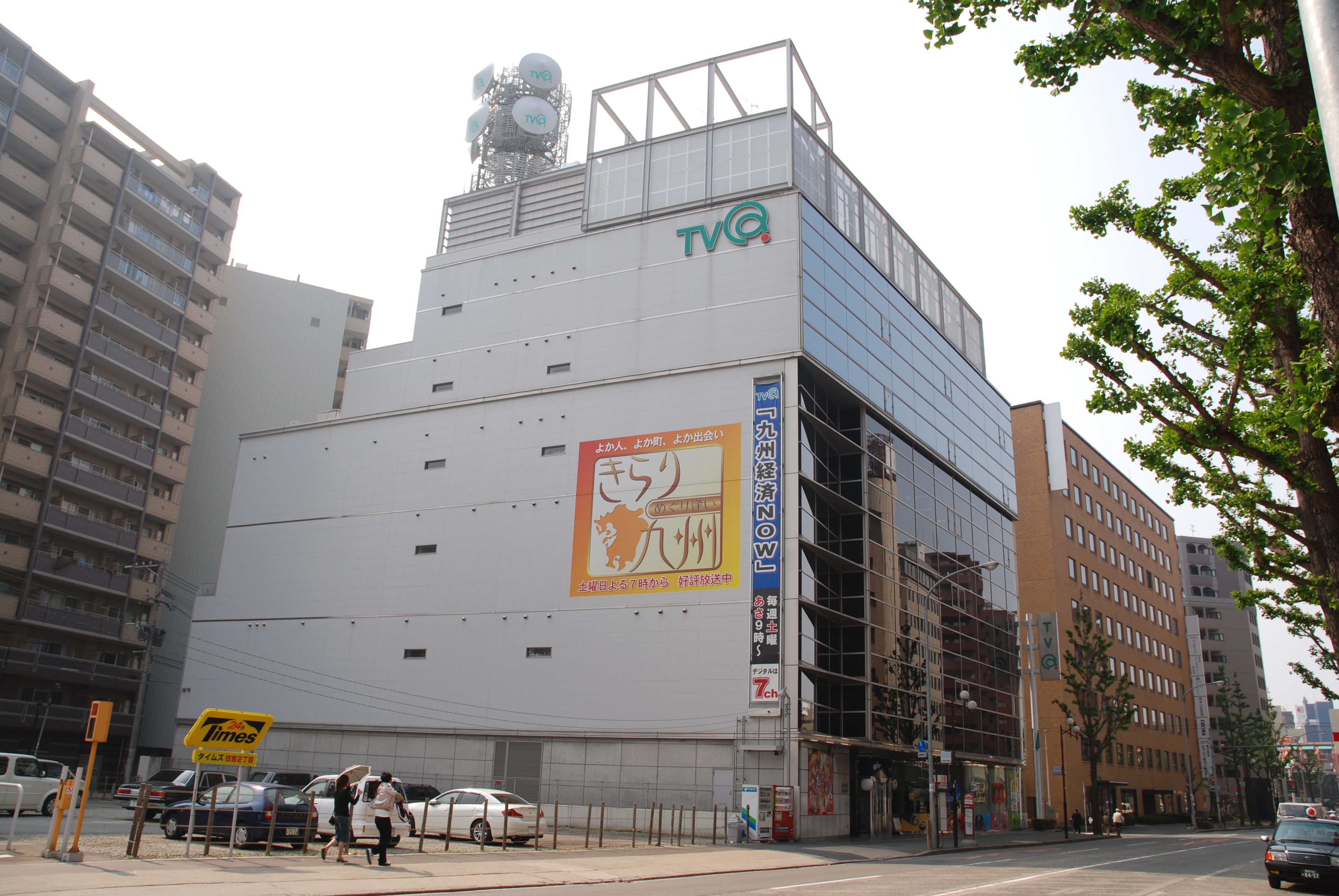
TVQ九州放送 (TVQ) （福岡市博多区）

#### ラジオ局
NHK-FMの福岡放送局・CROSS FMの親局送信所は福岡タワー、FM福岡の親局は福岡市の鴻巣山、LOVE FMの親局とRKB・KBCのFM補完放送のメイン中継局は那珂川市の九千部山、NHK-FMの北九州放送局は皿倉山となっている。
- AMラジオ局
  - NHK福岡放送局
  - NHK北九州放送局
  - RKB毎日放送（RKBラジオ）（JRN系列）
  - 九州朝日放送（KBCラジオ）（NRN系列）
- FMラジオ局
  - NHK福岡放送局
  - NHK北九州放送局
  - エフエム福岡（JFN系列）
  - CROSS FM（本社：北九州市　JFL系列）
  - ラブエフエム国際放送（LOVE FM）（外国語放送局で、放送対象地域は佐賀市を含む）
- コミュニティ放送局
  - ドリームスエフエム放送 (DreamsFM765)　久留米市
  - 東九州コミュニティ放送（スターコーンFM）　築上町
  - 北九州シティエフエム (FM KITAQ)　北九州市小倉北区
  - AIR STATION HIBIKI　北九州市若松区
  - エフエムやめ（FM八女）　八女市
  - コミュニティメディアパートナーズ福岡（COMI×TEN） 福岡市中央区
  - FMたんと　大牟田市[注釈 6]
  - 福岡コミュニティ放送（FM MiMi→Style FM、廃局）
  - 天神エフエム（FREE WAVE、コミュニティ放送局としては廃局）

#### ケーブルテレビ局
- 福岡県のケーブルテレビ局（参照）

## 文化・スポーツ

### 方言
福岡県では地域によって使われる方言は様々である。
- 肥筑方言
  - 筑前方言
    - 博多弁（福岡市近郊）
      - 福岡弁（福岡市中央区福岡部）
      - 糸島弁（糸島市）

    - 宗像弁（宗像市近郊）
    - 筑豊弁（飯塚市など）

  - 筑後方言
    - 筑後弁（久留米市・朝倉市近郊）
      - 柳川弁（柳川市・大川市・みやま市近郊）

    - 大牟田弁 （大牟田市）
- 豊日方言
  - 豊前方言
    - 北九州弁（北九州市近郊）
    - 中津弁（豊前市以東）
    - 筑豊弁（田川市など）

### 食文化
| 郷土料理 - もつ鍋（福岡市） - 水炊き（福岡市）－郷土料理百選 - アラ鍋（福岡市） - ふぐ料理（北九州市、福岡市、宗像市鐘崎漁港） - 胡麻鯖（福岡市など、近海全域） - イカの活き造り（福岡市など、近海全域） - 鯛茶漬（福岡市） - おきうと（福岡市とその周辺） - あぶってかも（福岡市） - ぬかみそ炊き（北九州市） - 焼きうどん（北九州市） - 戸畑ちゃんぽん（北九州市） - 鰻のせいろ蒸し（柳川市） - がめ煮（筑前煮）（県内・九州各地）－郷土料理百選 - ダゴ（大牟田市） - シロウオ（室見川・福岡市） - エツ料理（筑後川下流・大川市） - 山太郎ガニ料理（矢部川・筑後市） ※ いわゆる郷土料理ではないが、久留米市は焼き鳥店が多く、人口比で日本一とされる。 銘菓 - 銘菓ひよ子（飯塚市） - 鶏卵素麺・鶴乃子（福岡市） - 銘菓千鳥饅頭（飯塚市） - 二◯加煎餅（福岡市） - 筑紫もち（福岡市） - 博多通りもん（福岡市） - 雪うさぎ（福岡市） - めんべい（福岡市） - チロリアン（福岡市） - 博多ぽてと（福岡市） - 博多の女（福岡市） - なんばん往来（飯塚市） - 鶴乃子（福岡市） - 小倉日記（北九州市） - 栗饅頭（北九州市） - 堅パン（北九州市） - 黒ダイヤ（飯塚市、田川市） - 成金饅頭（直方市） - 草木饅頭（大牟田市） - 梅ヶ枝餅（太宰府市） | 食品 - 辛子明太子（福岡市）－御当地人気料理特選 - 豚骨ラーメン（発祥地の久留米市を始め、県全域） - 博多ラーメン - 久留米ラーメン - 大牟田ラーメン - 博多うどん（福岡市） - 博多鉄鍋餃子（福岡市） - 焼きカレー（北九州市） - ちゃんらー（北九州市） - 八女茶（八女市） - 福岡海苔（柳川市など有明海沿岸市町） - スイゼンジノリ（朝倉市・黄金川） - 三池高菜（大牟田市など県南部） - タケノコ - 合馬たけのこ（北九州市小倉南区） - カイワレダイコン（福岡市能古島が発祥。県内） - クズ（朝倉市秋月） - 三奈木砂糖（朝倉市） - 紅タデ（朝倉市） - シュンギク - セロリ - カリブロ（久留米市） - 小麦 - ラー麦（福岡県産ラーメン専用小麦） - 博多野菜 - 博多万能ねぎ - 博多長茄子 - 博多金時人参 - 博多据蕪 - 博多蕾菜 - かつお菜 果物 - イチゴ（県内各地） - あまおう - とよのか - イチジク（行橋市） - とよみつひめ - 柿（朝倉地方） - 秋王 - キウイフルーツ（八女地方） - 博多甘熟娘（うれっこ） - 甘うぃ - 巨峰（久留米市田主丸町・朝倉地方） - スモモ（筑後地方） - ナシ（うきは地方、朝倉地方） - みかん（みやま市・大牟田市・八女市） |

### 伝統工芸
経済産業大臣指定伝統的工芸品
- 博多織（織物、1976年）
- 久留米絣（織物、1976年）
- 小石原焼（陶磁器、1975年）
- 上野焼（陶磁器、1988年）
- 八女福島仏壇（仏壇・仏具、1977年）
- 博多人形（人形、1976年）
- 八女提灯（その他工芸品、2001年）

伝統工芸品
- 博多織（福岡市）
- 博多人形（福岡市）
- 博多鋏（福岡市）
- 博多曲物（福岡市）
- 博多張子（福岡市）
- 博多独楽（福岡市）
- 筑前博多矢（福岡市）
- 筑前包丁（古賀市）
- 博多ちゃんぽん（福岡市）

- 木鷽（太宰府市）
- 小倉織（北九州市）
- 孫次凧（北九州市）
- 八朔の馬（遠賀郡芦屋町）
- 上野焼（田川郡福智町）
- 追い出し猫（宮若市）
- 久留米絣（久留米市、広川町）
- 筑後和傘（久留米市）
- 小石原焼（朝倉郡東峰村）

- 八女福島仏壇（八女市）
- 八女提灯（八女市）
- 八女石灯籠（八女市）
- 大川家具（大川市）

### 音楽

#### 楽団
- 九州交響楽団
- 九大フィルハーモニーオーケストラ

#### 演奏会・ライブイベント・音楽フェスティバル・コンサート
- 北九州国際音楽祭
- 西日本国際音楽コンクール
- 中洲ジャズ
- NUMBER SHOT
- CIRCLE
- ミュージックシティ天神
- アニうた KITAKYUSHU
- 飯塚新人音楽コンクール

### スポーツ

#### プロスポーツ/全国リーグ参加チーム
野球・ソフトボール
- 福岡ソフトバンクホークス（福岡市） - プロ野球
- 北九州下関フェニックス（北九州市） - 独立リーグ・九州アジアリーグ
- タカギ北九州ウォーターウェーブ（北九州市） - JDリーグ

サッカー
- アビスパ福岡（福岡市） - Jリーグ
- ギラヴァンツ北九州（北九州市） - Jリーグ
- 福岡J・アンクラス（春日市）- 女子サッカーなでしこリーグ
- ボルクバレット北九州（北九州市）-  Fリーグ

フットボール
- 九州電力キューデンヴォルテクス（福岡市） - ジャパンラグビーリーグワン
- 福岡SUNS - アメリカンフットボールXリーグ

バスケットボール・バレーボール・ハンドボール・卓球
- ライジングゼファーフクオカ（福岡市） - プロバスケットボールB.LEAGUE
- 堺ブレイザーズ（北九州市：準本拠地）- V.LEAGUE（創設時-1969年（昭和44年）まで八幡製鐵バレーボール部だった）
- 福岡ウイニングスピリッツ（福岡市） - V.LEAGUE
- カノアラウレアーズ福岡（福智町）- V.LEAGUE
- ゴールデンウルヴス福岡（福岡市）- 日本ハンドボールリーグ
- 九州アスティーダ（福岡市） - Tリーグ（女子）

その他
- VC福岡（福岡市） - JCL

#### 定期開催されるスポーツイベント
- 選抜女子駅伝北九州大会（1月、北九州市）
- 北九州マラソン（2月、北九州市）
- 日本陸上競技選手権大会クロスカントリー競走（2-3月、福岡市）
- 全国選抜高校テニス大会（3月、福岡市）
- 全日本選抜柔道体重別選手権大会（4月、福岡市）
- 天皇盃・皇后盃飯塚国際車いすテニス大会（5月、飯塚市）
- 金鷲旗高校柔道大会（7月下旬、福岡市）
- 玉竜旗高校剣道大会（7月下旬、福岡市）
- 北九州チャンピオンズカップ国際車いすバスケットボール大会（10月、北九州市）
- 福岡マラソン（11月、福岡市・糸島市）
- 大相撲九州場所（11月、福岡市・福岡国際センター）
- 福岡国際マラソン（12月、福岡市）

#### 過去の実績
大会
- 朝日駅伝
- 九州一周駅伝
- 福岡国際女子柔道選手権（1983年（昭和58年）〜2006年（平成18年））
- 2001年世界水泳選手権
- 2021年世界体操競技選手権
- 2021年世界新体操選手権
- 第18回ユニバーシアード夏季大会 - 1995年（平成7年）
- 国民体育大会 第3回（1948年（昭和23年）） 第45回（1990年（平成2年）。とびうめ国体）
  - 第3回の時は平和台陸上競技場、45回の時は東平尾公園（博多の森陸上競技場他）、北九州市立本城陸上競技場などが建設された

チーム
- 福岡レッドファルコンズ（バスケットボールJBLスーパーリーグ。2005年（平成17年）創設も1年足らずで解散。その後、紆余曲折を経て「ライジング福岡」創設）
- 八幡製鉄バスケットボール部→新日本製鐵スパーレッツ（旧バスケットボール日本リーグに創設時から参加、後に君津市へ転出し現在は休部）
- 八幡製鉄サッカー部→新日本製鐵サッカー部（旧日本サッカーリーグに創設時から参加、天皇杯全日本サッカー選手権大会で九州のチームとして優勝した唯一のチーム。1990年代に一旦解散し現在は福岡県リーグ2部所属）
- 西鉄クリッパース→西鉄ライオンズ→太平洋クラブライオンズ→クラウンライターライオンズ（西武グループによる買収で所沢市へ転出）
- 西日本パイレーツ（1年で西鉄に吸収合併）
- 洋松ジュニアロビンス（現在の横浜DeNAベイスターズの二軍。1954年まで小倉市（現・北九州市）を本拠地にしていた。）
- 福岡ドンタクズ（福岡市）- プロ野球マスターズリーグ（独立リーグ、活動休止中）
- 福岡レッドワーブラーズ（四国・九州アイランドリーグ、2008年 - 2009年、以後活動休止）
- 住友金属ギラソール（Vリーグに参戦していたが1997年（平成9年）廃部）
- コカ・コーラレッドスパークス（2021年末で活動終了）
- 宗像サニックスブルース（ジャパンラグビーリーグワンに参戦していたが2022年をもって活動終了)

### 公営競技
福岡県は、公営競技4種である競馬、競輪、競艇、オートレースの全ての競技場が揃っている珍しい県でもある（ほかに4種揃っているのは埼玉県のみ）。
- 小倉競馬場（北九州市小倉南区） - 中央競馬
- 福岡競艇場（福岡市中央区） - 2007年（平成19年）の年末に九州で初めての賞金王決定戦競走を開催
- 若松競艇場（北九州市若松区）
- 芦屋競艇場（遠賀郡芦屋町）
- 小倉競輪場（北九州市小倉北区） - 日本で最初の競輪場（ただし現用施設は隣接地の北九州メディアドーム内）
- 久留米競輪場（久留米市）
- 飯塚オートレース場（飯塚市）

#### 競艇選手養成所
- ボートレーサー養成所（柳川市）

### スポーツ施設

#### 陸上競技場
- 東平尾公園博多の森陸上競技場（福岡市博多区）
- 平和台陸上競技場（福岡市中央区）
- 北九州市立本城陸上競技場（北九州市八幡西区）
- 北九州市立鞘ヶ谷陸上競技場（北九州市戸畑区）
- 福岡県立久留米総合スポーツセンター陸上競技場（久留米市）
- 小郡市陸上競技場（小郡市）

#### 野球場
- 福岡PayPayドーム（福岡市中央区）
- 福岡市雁の巣レクリエーションセンター野球場（福岡市東区）
- 北九州市民球場（北九州市小倉北区）
- 県営春日公園野球場（春日市）
- 久留米市野球場（久留米市）
- 小郡市野球場（小郡市）
- 大牟田市延命球場（大牟田市）
- タマホームスタジアム筑後（筑後市）
- 県営筑豊緑地野球場（飯塚市）
- 中間仰木彬記念球場（中間市）
- 光陵グリーンスタジアム（宮若市）

#### 体育館
- 照葉積水ハウスアリーナ（福岡市東区）
- アイランドアイコート・ミライバ（福岡市東区）
- アクシオン福岡（福岡市博多区）
- マリンメッセ福岡A館（福岡市博多区）
- 福岡市民体育館（福岡市博多区）
- 福岡武道館（福岡市中央区）
- 北九州市立総合体育館（北九州市八幡東区）
- 久留米アリーナ（久留米市）
- 飯塚市総合体育館（飯塚市）
- 大野城市総合体育館（まどかパーク）（大野城市）
- 春日市総合スポーツセンター（春日市）
- 太宰府市総合体育館（とびうめアリーナ）（太宰府市）

#### 水泳競技場
- 福岡県立総合プール（アクシオン福岡）（福岡市博多区）
- 福岡市立総合西市民プール（福岡市西区）
- 文化記念プール（北九州市小倉南区）
- 筑後広域公園プール（みやま市）
- 福岡県立筑豊緑地50m公認プール（飯塚市）

#### 球技場
- ミクニワールドスタジアム北九州（北九州市小倉北区）
- ベスト電器スタジアム（福岡市博多区）
- 福岡フットボールセンター（福岡市東区）
- 県営春日公園球技場（春日市）
- グローバルアリーナ（宗像市）

#### その他
- 足白ボルダリングセンター K-WALL（ケイ・ウォール）（嘉麻市）

## 観光

### 世界的遺産
- 世界遺産
  - 明治日本の産業革命遺産 製鉄・製鋼、造船、石炭産業
    - エリア７ 三池：三池炭鉱、三池港（大牟田市）[注釈 7]
    - エリア８ 八幡：官営八幡製鐵所（北九州市）・遠賀川水源地ポンプ室（中間市）

  - 「神宿る島」宗像・沖ノ島と関連遺産群（宗像市・福津市）[注釈 8]
- ユネスコ無形文化遺産
  - 山・鉾・屋台行事
    - 博多祇園山笠（福岡市）
    - 戸畑祇園大山笠（北九州市）

  - 風流踊
    - 感応楽[110]（豊前市）
- 世界の記憶
  - 山本作兵衛による記録画・日記など

### 文化財

#### 有形文化財建造物
- 重要伝統的建造物群保存地区
  - 八女福島 （八女市）
  - 筑後吉井 （うきは市）
  - 秋月 （朝倉市）
  - 黒木（八女市）
- 登録有形文化財
  - 門司赤煉瓦プレイス（北九州市門司区）
  - 北九州市旧大阪商船（北九州市門司区）
  - 旧蔵内邸（築上町）

### 名所など
| - シーサイドももち地区（福岡市中央区・早良区） - 福岡タワー（福岡市早良区） - 福岡PayPayドーム （福岡市中央区） - 門司港レトロ（北九州市門司区） - 皿倉山（北九州市八幡東区） - 小倉城・小倉城庭園（北九州市小倉北区） | - 旧松本家住宅（北九州市戸畑区） - 北原白秋生家（柳川市） - 柳川川下り（柳川市） - 三連水車（朝倉市）－農林水産省かんがい施設遺産 - つづら棚田（うきは市）－日本の棚田百選 - 三井港倶楽部（大牟田市） |

### 博物館・美術館など
| - 九州国立博物館（太宰府市） - 福岡市博物館（福岡市早良区） - 福岡市文学館（福岡市中央区） - 北九州市立いのちのたび博物館（北九州市八幡東区） - 田川市石炭・歴史博物館（田川市） - 福岡県立美術館（福岡市中央区） - 福岡市美術館（福岡市中央区） - 福岡アジア美術館（福岡市博多区） - 北九州市立美術館（北九州市戸畑区・小倉北区） - 出光美術館（門司）（北九州市門司区） - 久留米市美術館（久留米市） - 田川市美術館（田川市） | - 九州鉄道記念館（北九州市門司区） - 関門海峡ミュージアム（北九州市門司区） - 北九州市立文学館（北九州市小倉北区） - 松本清張記念館（北九州市小倉北区） - 北九州市環境ミュージアム（北九州市八幡東区） - 北九州市漫画ミュージアム（北九州市小倉北区） - ゼンリンミュージアム（北九州市小倉北区） - 福岡市科学館（福岡市中央区） - 博多町家ふるさと館（福岡市博多区） - 伊都国歴史博物館（糸島市） - 九州歴史資料館（小郡市） - 甘木歴史資料館（朝倉市） - 宗像大社神宝館（宗像市） - 筑前町立大刀洗平和記念館（朝倉郡筑前町） |

### テーマパーク・動植物園など
| - 海の中道海浜公園（福岡市東区）- 国営公園 - マリンワールド海の中道（福岡市東区） - 到津の森公園（北九州市小倉北区） - グリーンパーク・響灘緑地（北九州市若松区） - 響灘ビオトープ（北九州市若松区） - 白野江植物公園（北九州市門司区） | - 福岡市動植物園（福岡市中央区） - 大牟田市動物園（大牟田市） - 久留米市鳥類センター（久留米市） - 久留米市世界つつじセンター（久留米市） - 北九州市ほたる館（北九州市小倉北区） - だざいふえん（太宰府市） - 福岡アンパンマンこどもミュージアムinモール（福岡市博多区） - キッザニア福岡（福岡市博多区） |

### 名勝・旧跡
名勝
- 旧亀石坊庭園（添田町）
- 戸島氏庭園（柳川市）
- 立花氏庭園松濤園（柳川市）
- 清水寺本坊庭園（みやま市）
- 藤江氏魚楽園（川崎町）
- 旧伊藤伝右衛門氏庭園（飯塚市）

国の特別史跡
- 大宰府跡（太宰府市）
- 水城跡（太宰府市・大野城市）
- 大野城跡（太宰府市・大野城市・糟屋郡宇美町）
- 基肄城跡（筑紫野市・佐賀県三養基郡基山町）
- 王塚古墳（嘉穂郡桂川町）

その他
- 平尾台（北九州市小倉南区・行橋市・京都郡みやこ町・苅田町・田川郡香春町）
- 芥屋の大門（糸島市）- 国の天然記念物
- 黒木の大フジ・素盞嗚神社（八女市）－国の天然記念物
- 木屋瀬宿（北九州市八幡西区）
- 森鷗外旧居（北九州市小倉北区）- 北九州市指定史跡
- 直方隕石（直方市・須賀神社）

### 社寺
神社

| - 櫛田神社（福岡市博多区） - 住吉神社（福岡市博多区） - 筥崎宮（福岡市東区） - 香椎宮（福岡市東区） - 十日恵比須神社（福岡市東区） - 福岡縣護國神社（福岡市中央区） - 警固神社（福岡市中央区） - 水鏡天満宮（福岡市中央区） - 光雲神社（福岡市中央区） - 紅葉八幡宮（福岡市早良区） - 愛宕神社（福岡市西区） - 出雲大社福岡分院（福岡市西区） - 壱岐神社 (福岡市)（福岡市西区） | - 宗像大社（宗像市） - 宮地嶽神社（福津市） - 宇美八幡宮（糟屋郡宇美町） - 櫻井神社（糸島市） - 和布刈神社（北九州市門司区） - 甲宗八幡神社（北九州市門司区） - 八坂神社（北九州市小倉北区） - 飛幡八幡宮（北九州市戸畑区） - 岡田宮（北九州市八幡西区） - 春日神社 (北九州市)（北九州市八幡西区） - 若松恵比須神社（北九州市若松区） - 英彦山神宮（田川郡添田町） - 鮭神社（嘉麻市） | - 太宰府天満宮（太宰府市） - 竈門神社（太宰府市） - 坂本八幡宮（太宰府市） - 筑紫神社（筑紫野市） - 春日神社（春日市） - 七夕神社（小郡市） - 高良大社（久留米市） - 大善寺玉垂宮（久留米市） - 水天宮（久留米市） - 風浪宮（大川市） - 水田天満宮・恋木神社（筑後市） - 多賀神社（直方市） - 庚申社（直方市） |

寺院

| - 東長寺（福岡市博多区） - 聖福寺（福岡市博多区） - 承天寺（福岡市博多区） - 崇福寺（福岡市博多区） - 福聚寺（北九州市小倉北区） - 吉祥寺（北九州市八幡西区） | - 観世音寺（太宰府市） - 戒壇院（太宰府市） - 光明禅寺（太宰府市） - 武蔵寺（筑紫野市） - 篠栗四国八十八箇所（糟屋郡篠栗町） | - 梅林寺（久留米市） - 成田山久留米分院（久留米市） - 善導寺（久留米市） - 普光寺（大牟田市） - 清水寺（みやま市） - 如意輪寺（小郡市） |

教会
- 大名町教会（福岡市中央区）
- 今村天主堂（三井郡大刀洗町）
- 日本福音ルーテル久留米教会（久留米市）：登録有形文化財
- 日本福音ルーテル八幡教会（北九州市八幡東区）

### 温泉
| - 久山温泉（糟屋郡久山町） - 二日市温泉（筑紫野市） - 原鶴温泉（朝倉市） - 筑後川温泉（うきは市） - 船小屋温泉（筑後市・みやま市） - 脇田温泉（宮若市） - 薬王寺温泉（古賀市） - 博多温泉（福岡市南区） - 片の瀬温泉（久留米市） - 松原温泉（田川市） - 柿下温泉（田川郡香春町） - 方城温泉（田川郡福智町） - 日王の湯温泉（田川郡福智町） - 上野温泉（田川郡福智町） - 英彦山温泉（田川郡添田町） - 源じいの森温泉（田川郡赤村） - 嘉麻川温泉（飯塚市） - 北九州芸術劇場（北九州市小倉北区） - 博多座（福岡市博多区） - キャナルシティ劇場（福岡市博多区） - 博多新劇座 - 大濠公園能楽堂（福岡市中央区） - 嘉穂劇場（飯塚市） | - 福岡国際センター（福岡市博多区） - 福岡国際会議場（福岡市博多区） - 福岡サンパレス（福岡市博多区） - ベイサイドプレイス博多埠頭（福岡市博多区） - アクロス福岡（福岡市中央区） - エルガーラホール（福岡市中央区） - 北九州メディアドーム（北九州市小倉北区） - アルモニーサンク（北九州市小倉北区） - 宗像ユリックス（宗像市） - 九州芸文館（筑後市） |

### 祭事・催事
| - 玉せせり（福岡市東区、1月） - 鬼夜（久留米市、1月） - 鬼すべ・鷽替え（太宰府市、1月） - さげもん（柳川市、2月〜3月） - 筑後吉井おひなさまめぐり（うきは市、2月〜4月） - 曲水の宴（太宰府市、3月） - 若松えびす祭（北九州市若松区、春季4月、秋季12月） - 吉祥寺藤まつり（北九州市八幡西区、4月） - 八屋祇園（豊前市、4月30日〜5月1日） - 博多どんたく港まつり（福岡市、5月） - 民陶むら祭（東峰村、5月・10月） - 糸田祇園祭（田川郡糸田町、5月） - 川渡り神幸祭（田川市、5月） - 門司みなと祭（北九州市門司区、5月） - 博多祇園山笠（福岡市博多区、7月） - 小倉祇園太鼓（北九州市小倉北区、7月） - 戸畑祇園大山笠（北九州市戸畑区、7月） - 黒崎祇園山笠（北九州市八幡西区、7月） - 前田祇園山笠（北九州市八幡東区、7月） - 二島祇園（北九州市若松区、7月） - くきのうみ花火の祭典（北九州市戸畑区、若松区、7月） | - 芦屋祇園山笠（遠賀郡芦屋町、7月） - おおむた『大蛇山』まつり（大牟田市、7月） - 直方山笠（直方市、7月） - 飯塚山笠（飯塚市、7月） - 甘木祇園山笠（朝倉市、7月） - 津屋崎祇園山笠（福津市、7月） - 舞鶴公園花火大会（福岡市、8月） - 水の祭典久留米まつり（久留米市、8月） - 筑後川花火大会 - 関門海峡花火大会（北九州市門司区、山口県下関市、8月13日） - わっしょい百万夏まつり（北九州市小倉北区、8月） - 盆綱曳き（筑後市、8月） - 放生会（福岡市、9月） - 神幸式大祭・千灯明・太宰府古都の光（太宰府市、9月） - みあれ祭（宗像市、10月） - どろつくどん（柳川市、10月） - 博多おくんち（福岡市、10月） - 起業祭（北九州市八幡東区、11月） - おしろい祭り（朝倉市、12月） |

## 対外関係
福岡県の友好提携地域は、以下の通り。
- アメリカ合衆国・ハワイ州
1981年9月25日 姉妹提携
- 中華人民共和国・江蘇省
1992年11月4日 友好提携
- タイ王国・バンコク都
2006年2月8日 友好提携
- インド・デリー準州
2007年3月5日 友好提携
- ベトナム社会主義共和国・ハノイ市
2008年2月22日 友好提携